# 地元応援バラエティ このへん!!トラベラー
『地元応援バラエティ このへん!!トラベラー』（じもとおうえんバラエティ このへん!!トラベラー）は、北海道テレビ、東北放送、テレビ東京（2009年9月まではTOKYO MXで放送）、中京テレビ、朝日放送、福岡放送とKYORAKU吉本.ホールディングス（吉本興業とKYORAKUが共同で設立した会社）の共同制作の番組。通称「このトラ」。

## 概要
吉本所属の芸人ナビゲーターが街の良さを再発見し、グルメや魅力的なスポットなどディープなご当地ネタ満載の地方密着型情報番組である。2011年10月以降は芸人が訪れた地域でイチオシのものを探す内容にリニューアルされ、オープニングタイトルとイチオシスポット紹介時の「イチオシだトラ!」のナレーションは、着ボイスでこの!!トラくんの声を担当した桜 稲垣早希に変更された。
芸人ナビゲーターは原則、その地元にゆかりのある人が出演している。いわゆる企画ネット番組であり、局の系列にとらわれない形で各地異なった番組内容を放送している。
2009年の夏以降放送地域を拡大することを検討しており、将来的には47都道府県すべてをカバーし、ネット上で全国の情報を検索できるようにしたり、ガイドブックの発行も視野に入れている。
タイトルロゴの「!!」はKYORAKUのシンボルマークである「モアサプライズマーク」を使用している。
2009年9月をもって東京では都域局のTOKYO MXでの放送を終了。代わって10月より広域局のテレビ東京で放送されており、放送エリアが広がった。
KYORAKUの関連会社であるピタゴラス・プロモーション所属のアイドルグループSKE48（現在はAKSに転籍）のメンバーも、準レギュラーあるいは（新曲の宣伝も兼ねて）ゲストとして出演することがある。
SKE48と同様に番組制作会社KYORAKU吉本.ホールディングスに所属するNMB48のメンバーもゲスト出演することがある。また、地元の朝日放送版以外の他地域版に出演することもしばしばある。
北海道テレビ版、テレビ東京版、福岡放送版は2012年9月24日をもって、中京テレビ版は同年9月25日をもって、東北放送版は同年9月27日をもって、朝日放送版は同年10月6日をもってそれぞれ終了した。
本番組の終了後の2012年10月より、KYORAKU吉本.ホールディングスは後継番組の『ノリで行こう!!』を本番組と同様に企画ネット番組として制作し、名古屋地区と大阪地区で放送開始した。名古屋地区は本番組の後番組として引き続き中京テレビで放送しているが、大阪地区は放送局がテレビ大阪に変更されている。

## 北海道テレビ版（HTBバージョン）

### 出演者
- 蛍原徹（雨上がり決死隊）
- タカアンドトシ（タカ・トシ）

### ナレーション
- たくませいこ

### 放送時間
| 期間      | 期間       | 放送時間（日本時間） | 備考                                               |
| --------- | ---------- | -------------------- | -------------------------------------------------- |
| 2009.5.12 | 2009.9.29  | 火曜日25:40 - 26:10  |                                                    |
| 2009.10.6 | 2009.10.27 | 火曜日25:45 - 26:15  | 『「ぷっ」すま』5分拡大に伴い繰り下げ              |
| 2009.11.4 | 2010.9.29  | 水曜日24:45 - 25:15  | 『堂本剛の正直しんどい』遅れネット終了に伴い枠移動 |
| 2010.10.6 | 2012.3.28  | 水曜日24:50 - 25:20  | ミニ番組『美女動画』開始に伴い5分繰り下げ          |
| 2012.4.2  | 2012.9.24  | 月曜日24:15 - 24:45  |                                                    |

### 放送内容
- 初期はカメラ撮影や支払いはすべて蛍原が行っていた。1日で4週放送分の収録を行っている。
- 2009年9月8日ではよしもとクリエイティブ・エージェンシー札幌事務所・サッポロファクトリーを紹介、笑ハンティングと遭遇しタカアンドトシが東京に上京する時にアドバイスをしていたと語った。
- 飲食店で注文した食品をタカがほぼ食べてしまい、蛍原が自分の量を用意しないタカにツッコミを入れることが定番となっていて、エンディングにタカが訪問した地域のキャッチコピーを発表する。
- 2010年7月14日では視聴率9.1％・占拠率41.2％であると発表された。
- 同じ北海道ローカル番組であり出演者が共通する『どぉーだ!Presents タカトシ牧場』との待遇の違いについて、番組内でよく比較される。そして、ロケ中に出会う一般人にも同番組のロケとたびたび間違えられている。
- 飲食店で店員のオススメとは無関係に出演者が食べたいものを注文したり、カメラが止まっても食べ続ける「ガチ喰い」が名物となっている。

| 放送内容一覧 | 放送内容一覧   | 放送内容一覧                              |
| 回数         | 放送日         | 内容                                      |
| ------------ | -------------- | ----------------------------------------- |
| 1            | 2009年5月12日  | 新千歳空港前編                            |
| 2            | 2009年5月19日  | 新千歳空港後編                            |
| 3            | 2009年5月26日  | 千歳                                      |
| 4            | 2009年6月2日   | 恵庭周辺前編                              |
| 5            | 2009年6月9日   | 恵庭後編                                  |
| 6            | 2009年6月16日  | 琴似                                      |
| 7            | 2009年6月23日  | 南郷・本郷前編                            |
| 8            | 2009年6月30日  | 南郷・本郷後編                            |
| 9            | 2009年7月7日   | 麻生                                      |
| 10           | 2009年7月14日  | 月寒                                      |
| 特別編       | 2009年7月25日  | 平岸HTB、北24条                           |
| 11           | 2009年8月4日   | 北24条                                    |
| 12           | 2009年8月11日  | 平岸前編                                  |
| 13           | 2009年8月18日  | 平岸後編                                  |
| 14           | 2009年8月25日  | 豊平                                      |
| 15           | 2009年9月1日   | 桑園                                      |
| 16           | 2009年9月8日   | バスセンター前駅周辺                      |
| 17           | 2009年9月15日  | 二十四軒                                  |
| 18           | 2009年9月22日  | 東区役所前駅近辺                          |
| 19           | 2009年9月29日  | 澄川前編                                  |
| 20           | 2009年10月6日  | 澄川後編                                  |
| 21           | 2009年10月13日 | 発寒前編                                  |
| 22           | 2009年10月20日 | 発寒中編                                  |
| 23           | 2009年10月27日 | 発寒後編                                  |
| 24           | 2009年11月4日  | 西岡前編                                  |
| 25           | 2009年11月11日 | 西岡後編                                  |
| 26           | 2009年11月18日 | 篠路前編                                  |
| 27           | 2009年11月25日 | 篠路後編                                  |
| 28           | 2009年12月2日  | 大通公園周辺                              |
| 29           | 2009年12月9日  | 手稲前編                                  |
| 30           | 2009年12月16日 | 手稲後編                                  |
| 31           | 2009年12月23日 | 小樽60分スペシャル                        |
| 32           | 2010年1月6日   | 小樽後編                                  |
| 33           | 2010年1月13日  | 新札幌駅周辺前編                          |
| 34           | 2010年1月20日  | 新札幌駅周辺後編                          |
| 35           | 2010年1月27日  | 清田区役所周辺前編                        |
| 36           | 2010年2月3日   | 清田区役所周辺後編                        |
| 37           | 2010年2月10日  | 苫小牧駅周辺前編                          |
| 38           | 2010年2月17日  | 苫小牧駅周辺後編                          |
| 39           | 2010年2月24日  | 白老駅周辺前編                            |
| 40           | 2010年3月3日   | 白老駅周辺後編                            |
| 41           | 2010年3月10日  | 特別編・札幌市中央区、北区、小樽市花園    |
| 42           | 2010年3月17日  | 苗穂駅周辺前編                            |
| 43           | 2010年3月24日  | 苗穂駅周辺後編                            |
| 44           | 2010年3月31日  | JR白石駅周辺前編                          |
| 45           | 2010年4月7日   | JR白石駅周辺後編                          |
| 46           | 2010年4月14日  | 新川駅周辺                                |
| 47           | 2010年4月21日  | 特別編・沖縄国際映画祭SP                  |
| 48           | 2010年4月28日  | 宮の沢駅周辺前編                          |
| 49           | 2010年5月5日   | 宮の沢駅周辺後編                          |
| 50           | 2010年5月12日  | 栄町駅周辺前編                            |
| 51           | 2010年5月19日  | 栄町駅周辺中編                            |
| 52           | 2010年5月26日  | 栄町駅周辺後編                            |
| 53           | 2010年6月2日   | 新琴似駅周辺                              |
| 54           | 2010年6月9日   | 八軒駅周辺前編                            |
| 55           | 2010年6月16日  | 八軒駅周辺中編                            |
| 56           | 2010年6月23日  | 八軒駅周辺後編                            |
| 57           | 2010年6月30日  | 屯田周辺前編                              |
| 58           | 2010年7月7日   | 屯田周辺後編                              |
| 59           | 2010年7月14日  | 円山公園駅周辺前編                        |
| 60           | 2010年7月21日  | 円山公園駅周辺中編                        |
| 61           | 2010年7月28日  | 円山公園駅周辺後編                        |
| 62           | 2010年8月4日   | 定山渓周辺前編                            |
| 63           | 2010年8月11日  | 定山渓周辺中編                            |
| 64           | 2010年8月18日  | 特別編・LIVE STANDスペシャル              |
| 65           | 2010年8月25日  | 定山渓周辺後編                            |
| 66           | 2010年9月1日   | 石山通周辺前編                            |
| 67           | 2010年9月8日   | 石山通周辺後編                            |
| 68           | 2010年9月15日  | 福住駅周辺前編                            |
| 69           | 2010年9月22日  | 福住駅周辺後編                            |
| 70           | 2010年9月29日  | 宮の森周辺前編                            |
| 71           | 2010年10月6日  | 宮の森周辺後編                            |
| 72           | 2010年10月13日 | 狸小路周辺前編                            |
| 73           | 2010年10月20日 | 狸小路周辺後編                            |
| 74           | 2010年10月27日 | 大麻前編                                  |
| 75           | 2010年11月3日  | 大麻中編                                  |
| 76           | 2010年11月10日 | 大麻後編                                  |
| 77           | 2010年11月17日 | 伏見周辺前編                              |
| 78           | 2010年11月24日 | 伏見周辺後編                              |
| 79           | 2010年12月1日  | 北24条駅周辺前編                          |
| 80           | 2010年12月8日  | 北24条駅周辺後編                          |
| 81           | 2010年12月15日 | 未公開スペシャル                          |
| 82           | 2010年12月22日 | は〜るばる来たぜ函館60分SP                |
| 83           | 2011年1月5日   | 函館の夜                                  |
| 84           | 2011年1月12日  | 函館編                                    |
| 85           | 2011年1月19日  | 五稜郭周辺編                              |
| 86           | 2011年1月26日  | 真駒内前編                                |
| 87           | 2011年2月2日   | 真駒内後編                                |
| 88           | 2011年2月9日   | 伏古周辺前編                              |
| 89           | 2011年2月16日  | 伏古周辺後編                              |
| 90           | 2011年2月23日  | 平和駅周辺前編                            |
| 91           | 2011年3月2日   | 平和駅周辺後編                            |
| 92           | 2011年3月9日   | 美しが丘前編                              |
| 93           | 2011年3月16日  | 美しが丘後編                              |
| 94           | 2011年3月23日  | 北広島前編                                |
| 95           | 2011年3月30日  | 北広島後編                                |
| 96           | 2011年4月6日   | 千歳前編                                  |
| 97           | 2011年4月13日  | 千歳後編                                  |
| 98           | 2011年4月20日  | 沖縄国際映画祭                            |
| 99           | 2011年4月27日  | 100回記念!『ガチ食いランキング』          |
| 100          | 2011年5月4日   | 放送100回記念スペシャル                   |
| 101          | 2011年5月11日  | 石狩前編                                  |
| 102          | 2011年5月18日  | 石狩中編                                  |
| 103          | 2011年5月25日  | 石狩後編                                  |
| 104          | 2011年6月1日   | 西野前編                                  |
| 105          | 2011年6月8日   | 西野後編                                  |
| 106          | 2011年6月15日  | 環状通東駅周辺前編                        |
| 107          | 2011年6月22日  | 環状通東駅周辺後編                        |
| 108          | 2011年6月29日  | 北ノ沢前編                                |
| 109          | 2011年7月6日   | 北ノ沢後編                                |
| 110          | 2011年7月13日  | 江別前編                                  |
| 111          | 2011年7月20日  | 江別後編                                  |
| 112          | 2011年7月27日  | 野幌前編                                  |
| 113          | 2011年8月3日   | 野幌後編                                  |
| 114          | 2011年8月10日  | 銭函前編                                  |
| 115          | 2011年8月17日  | 銭函後編                                  |
| 116          | 2011年8月24日  | 小樽築港前編                              |
| 117          | 2011年8月31日  | 小樽築港後編                              |
| 118          | 2011年9月7日   | 特別企画!!このトラ!東北応援スペシャル前編 |
| 119          | 2011年9月14日  | 特別企画!!このトラ!東北応援スペシャル後編 |
| 120          | 2011年9月21日  | 小樽港                                    |
| 121          | 2011年9月28日  | 洞爺湖前編                                |
| 122          | 2011年10月5日  | 洞爺湖中編                                |
| 123          | 2011年10月12日 | 洞爺湖後編                                |
| 124          | 2011年10月19日 | 豊水すすきの前編                          |
| 125          | 2011年10月26日 | 豊水すすきの中編                          |
| 126          | 2011年11月2日  | 豊水すすきの後編                          |
| 127          | 2011年11月9日  | 北郷                                      |
| 128          | 2011年11月16日 | 中島公園前編                              |
| 129          | 2011年11月23日 | DVD発売直前SP                             |
| 130          | 2011年11月30日 | 中島公園中編                              |
| 131          | 2011年12月7日  | 中島公園後編                              |
| 132          | 2011年12月14日 | 仕事人SP                                  |
| 133          | 2011年12月21日 | DVD発売SP                                 |
| 134          | 2011年12月28日 | 2011年未公開SP                            |
| 135          | 2012年1月4日   | すすきの周辺前編                          |
| 136          | 2012年1月11日  | すすきの周辺中編                          |
| 137          | 2012年1月18日  | すすきの周辺後編                          |
| 138          | 2012年1月25日  | 手稲周辺前編                              |
| 139          | 2012年2月1日   | 手稲周辺中編                              |
| 140          | 2012年2月8日   | 手稲周辺後編                              |
| 141          | 2012年2月15日  | 南平岸駅周辺前編                          |
| 142          | 2012年2月22日  | 南平岸駅周辺後編                          |
| 143          | 2012年2月29日  | 麻生周辺前編                              |
| 144          | 2012年3月7日   | 麻生周辺後編                              |
| 145          | 2012年3月14日  | 恵庭周辺前編                              |
| 146          | 2012年3月21日  | 夕張周辺前編                              |
| 147          | 2012年3月28日  | 夕張周辺後編                              |
| 148          | 2012年4月2日   | 恵庭周辺後編                              |
| 149          | 2012年4月9日   | 円山周辺前編                              |
| 150          | 2012年4月16日  | 円山周辺後編                              |
| 151          | 2012年4月23日  | 沖縄国際映画祭編                          |
| 152          | 2012年4月30日  | 沖縄前編                                  |
| 153          | 2012年5月7日   | 沖縄後編                                  |
| 154          | 2012年5月14日  | 山の手周辺前編                            |
| 155          | 2012年5月21日  | 山の手周辺後編                            |
| 156          | 2012年5月28日  | 苗穂周辺前編                              |
| 157          | 2012年6月4日   | 苗穂周辺後編                              |
| 158          | 2012年6月11日  | 白石周辺前編                              |
| 159          | 2012年6月18日  | 白石周辺後編                              |
| 160          | 2012年6月25日  | 月寒前編                                  |
| 161          | 2012年7月2日   | 月寒後編                                  |
| 162          | 2012年7月9日   | 東区役所前前編                            |
| 163          | 2012年7月16日  | 東区役所前後編                            |
| 164          | 2012年7月23日  | 学園前前編                                |
| 165          | 2012年8月6日   | 学園前後編                                |
| 166          | 2012年8月13日  | 大阪特別編                                |
| 167          | 2012年8月20日  | 大阪SP                                    |
| 168          | 2012年8月27日  | 大阪夏の陣60分SP                          |
| 169          | 2012年9月3日   | 新さっぽろ前編                            |
| 170          | 2012年9月10日  | 新さっぽろ後編                            |
| 171          | 2012年9月17日  | 石狩前編                                  |
| 172          | 2012年9月24日  | 石狩後編                                  |

### スタッフ
- 構成：塩野智章、柳しゅうへい、八代丈寛／岸本浩二、つちやゆかり
- CAM：岩原宏之、松倉工
- VE：野田武史、末永大輔
- EED：安川修平
- MA：柴田敏幸・谷澤宗明・黒羽靖志・櫻井伸二
- CG：デジデリック、CRAZY TV
- 音響効果：田中健／竹内陽
- 技術協力：miruka(エイチ・テー・ビー映像)、ザ・チューブ、SPOT
- デスク：上前高志（HTB）、吉田麗人（HTB）
- アシスタントディレクター：山崎悠太郎、山村勇介、佐藤国秀
- ディレクター：佐藤裕司、齋籐慎一郎、峰尾圭一
- 監修：斉藤敏豪
- アシスタントプロデューサー：鈴木美絵、野田愛
- 制作プロデューサー：尾崎学（KYORAKU吉本.ホールディングス）、江間浩司・中塚大悟（NET WEB）
- プロデューサー：北村力（HTB）、堀口和伸・生沼教行（KYORAKU吉本.ホールディングス）
- 制作協力：吉本興業、NET WEB
- 製作著作：北海道テレビ、KYORAKU吉本.ホールディングス

## 東北放送版（TBCテレビバージョン）

### 出演者（東北放送版）
- トータルテンボス（大村朋宏・藤田憲右）
- オリエンタルラジオ（中田敦彦・藤森慎吾）

### ナレーション（東北放送版）
- たくませいこ

### 放送内容（東北放送版）
- 体育会系のトータルテンボスや藤森のノリについて行けず、神社を見つけると勝手に1人でロケをしだすなど単独行動をとる中田、4人のうち最後にトライすると大概忘れ去られる・3人の自由なノリに突っ込みを入れる藤森、誰かがトイレに行ったりお店に入っていても残り3人で別行動をとってしまうなど、3人と1人の構図になることが多い。
- オープニングで中田が当日の内容と関係ないサブタイトルコールをして他のメンバーから突っ込まれる。番組後期には、中田がこの部分で大村に一発ギャグのムチャぶりをし、一応試みた大村が結局うまくできずにボヤく、といったような流れも形成された。
- 基本的に大村が進行役、藤田が美女認定役、中田が店側からの誘いを相談後断る役、藤森が店発見役、と分担が決まっている。
- ロケ中の買い物や食事をすると4人のうちじゃんけん（バラジャン）・店員の年齢や誕生日当てなどで負けた誰かが自腹になることが多い。
- ロケ中に大食い対決が見られることがある。藤田vs藤森の構図が多いが、まれに大村・中田も参加している。
- チーム対決では藤田・藤森の“オモシローズ”vs大村・中田の“フツウズ”、という構図になる。
- 大村が藤田や藤森にいたずらをよく仕掛ける。
- ロケ先の店にサンドウィッチマンのサインが飾ってあったり、その店をサンドウィッチマンが訪れた形跡があった場合などに、トータルテンボスの2人は「機嫌を損ねた。帰る!」などと言い出すのがお約束となっている（実際には、お互いの単独ライブの楽屋にサプライズを仕掛けるなど、トータルテンボスとサンドウィッチマンの関係は良好である）。
- ロケで出会った美人をこのへん!!美人と認定し、4人のうち誰が一番タイプか・タイプじゃないかを聞くことがある。
- 東北楽天ゴールデンイーグルス・ベガルタ仙台・仙台89ersなど地元のスポーツ選手がよく出演する。
- 2009年8月27日放送では、クリネックススタジアム宮城にての『KYORAKUモアサプライズ!!ナイター』サプライズステージと、始球式の模様を放送（因みに始球式を勤めたのは藤田）。但し、オリエンタルラジオの2人は収録日に別の仕事があったため、南光台ロケのみの出演。
- 2009年10月22日放送では大村がオープニング収録中にダウンしたため、藤田とオリエンタルラジオでロケを行った。
- 2010年1月21日放送ではTBCラジオの『ロジャー大葉のラジオな気分』のスタジオに飛び入り生出演した模様が放送された。
- 森の芽ぶき たまご舎（本店：刈田郡蔵王町）とコラボしたプリン、駅弁で知られる“こばやし”とコラボした《このへん!!トラベラー弁当》、味よし 中倉本店（仙台市若林区）とコラボしたカルボナーラ風味の《このトラ! カルボラーメン》など、4人の意見が反映された商品が、それぞれ期間限定で販売されていた。
- 宮城版はAD近野いじりが定番になっている。2010年5月13日の花京院編ではオープニングをAD近野の花京院にある自宅マンションから行った。
- 東北楽天ゴールデンイーグルスとコラボし、ファンクラブを開設していた。これを記念して2010年8月26日と9月2日放送では前年に引き続きKスタでの楽天戦の始球式の模様を放送した。
- 仙台でライブツアーを行っていた時に宮城版を見たトシ曰く「東北（宮城）版は4人とも若いのでメチャクチャな事をやっている」(6月10日放送の北海道版にて発言) ※6地区中、平均年齢・芸歴とも当地区が一番若い。
- 2010年5月27日放送の富谷町編では富谷町内の農家の田んぼで稲の田植えを行い、秋に『このトラ米』として稲刈りをすることになり、10月21日放送では稲刈りの模様を放送した。ただしトータル、オリラジともにスケジュールがあわずAD近野が代表して稲刈りを行った。
- 2010年6月3日放送の川崎町編ではバンクーバーオリンピック・フリースタイルスキー男子モーグル日本代表の遠藤尚選手が練習しているウォータージャンプの練習場を訪ねて、遠藤選手本人も登場してこのトラメンバーが実際にウォータージャンプを体験した。
- 毎週、必ず1人がカツラを被ることがお約束になっている（『Drスランプアラレちゃん』のような髪のカツラで、番組では“カリスマコスプレ”と呼ばれている）。出演者だけでなくスタッフでもやらされることがある。2010年9月9日放送ではその前の週でプロデューサーが携帯電話の着信音をOFFにしないまま収録していて収録中に着信音が鳴ったため、出演者から罰としてカリスマコスプレをやらされることとなった。
- この“カリスマコスプレ”から派生した形で、女装を基本形とした藤田のコスプレがロケ中の定番となり、低クオリティーを保ったまま、番組終了までエスカレートの一途を辿って行った。
- 2010年9月9日放送では音速ラインが仙台駅東口周辺の見瑞寺でギターの弾き語りをした。
- 2010年9月23日放送ではAlice NineとF3ドライバーの森下陽介選手が登場した。
- 2010年12月2日放送では、宮城を中心に主に東北エリアで活動しているローカルタレント・ワッキー貝山の母親が経営しているお店に入り、ワッキー本人も登場した。
- 宮城版では“このトラ武術シリーズ”があり、道場を訪れた時にこのトラメンバーが道場の子供たちと対戦するが、必ず藤森が対戦して敗れるのがオチになっている。
- 2011年2月24日放送ではあかつが登場した。
- 東日本大震災の影響でロケができず、約2か月間放送休止（下記参照）。再開後しばらくの間はややコンセプトを変更し、県内の被災者を支援する内容が中心となった（放送休止中も出演者・スタッフで炊き出しを行っていた）。
- 震災後、大村を中心とした宮城版メンバーの作・歌唱による東北応援ソング「笑顔が見たいから」を制作し、番組内でオンエアしたほか、iTunes Storeやレコチョクなどで配信（ジャケット画像には4人だけでなく、後述の『このトラ東北応援SP』収録の際、参加したメンバーほぼ全員で撮影した集合写真を使用している）。売り上げの一部は日本赤十字社を通じ、被災地への義援金として寄付されることになっている（ザ!!トラベラーズも参照）[2][3]。
- 2011年6月23日、30日、7月7日放送分は藤森が病気休養のためオリラジは中田1人の収録参加となった。
- 2011年7月21日放送分には大阪支部のNON STYLEが登場した。
- 『このトラ東北応援SP』では蛍原を除くメンバー全員が被災地支援をしたり、Kスタでの楽天vs日本ハム戦の際のイベントの様子を放送した（ブラックマヨネーズはKスタでのイベントより参加）。Kスタでは試合開始前、「笑顔が見たいから」をメンバー全員で歌った。2011年11月に発売された『日本全国6大都市スペシャルDVD-BOX』は、各地区ごとの番組のハイライトを1枚ずつにまとめたもので単品発売もされたが、宮城版に関しては『このトラ東北応援SP』の模様をまとめた特典ディスク「宮城応援ディスク」となっており単品での発売もなかったため、宮城版のみ、通常の放送分の内容をまとめた単独のDVDは発売されていない（その後、2012年に発売されたDVD『全国版』（全3枚）は、各地区の内容のハイライトをランダムに収録しており、宮城版のハイライトも、その一部として各巻に収録されている）。
- 2011年9月8日放送分は東日本大震災前に収録されていた、未放映分を放送した。
- 2011年9月15日放送分では平松愛理がスペシャルゲストとして出演した。
- 2011年10月から宮城の“イチオシ”を調査。さらに宮城のよしもと住みます芸人（おくとぱす85（旧コンビ名：スーパーギャルズ）、オコチャ）が、毎回宮城県内各地の“イチオシ”（主に菓子類）を探すコーナー《住みます芸人イチオシ倶楽部》も設けられた[注釈 5]。
- 2012年6月7日放送分ではプロレスラーの菊池毅が登場した。
- 2012年8月30日放送分ではパワー☆プリンのメンバーが登場してのコラボが実現した。
- 2012年9月20日放送分ではテクプリがゲストで登場した。

| 放送内容一覧 | 放送内容一覧   | 放送内容一覧                                                          |
| 回数         | 放送日         | 内容                                                                  |
| ------------ | -------------- | --------------------------------------------------------------------- |
| 1            | 2009年5月7日   | 仙台市若林区荒町                                                      |
| 2            | 2009年5月14日  | 松島                                                                  |
| 3            | 2009年5月21日  | 塩竈市                                                                |
| 4            | 2009年5月28日  | サンモール一番町商店街                                                |
| 5            | 2009年6月4日   | 一番町一丁目（前編）                                                  |
| 6            | 2009年6月11日  | 一番町一丁目（後編）、名取市閖上                                      |
| 7            | 2009年6月18日  | 仙台市青葉区八幡町                                                    |
| 8            | 2009年6月25日  | クリネックススタジアム宮城（前編）                                    |
| 9            | 2009年7月2日   | クリネックススタジアム宮城（後編）                                    |
| 10           | 2009年7月9日   | 仙台市青葉区旭ヶ丘                                                    |
| 11           | 2009年7月16日  | 仙台市青葉区北仙台                                                    |
| 12           | 2009年7月23日  | 仙台市青葉区大町                                                      |
| 13           | 2009年7月30日  | 仙台市太白区長町                                                      |
| 14           | 2009年8月6日   | 仙台市青葉区本町二丁目                                                |
| 15           | 2009年8月13日  | 仙台市青葉区国分町&八幡町                                             |
| 16           | 2009年8月27日  | 仙台市泉区南光台（前編） クリネックススタジアム宮城                   |
| 17           | 2009年9月3日   | 仙台市泉区南光台（後編）                                              |
| 18           | 2009年9月10日  | 特別企画・仙台の家探し                                                |
| 19           | 2009年9月17日  | 仙台市太白区長町                                                      |
| 20           | 2009年9月24日  | 仙台市泉区泉中央（前編）                                              |
| 21           | 2009年10月1日  | 仙台市泉区泉中央（後編）                                              |
| 22           | 2009年10月8日  | 仙台市青葉区本町、 まるまつアリーナ （仙台89ERS練習場、黒川郡富谷町） |
| 23           | 2009年10月15日 | ぶらんどーむ一番町                                                    |
| 24           | 2009年10月22日 | 東北福祉大学                                                          |
| 25           | 2009年10月29日 | 特別企画・仙台ラーメン特集                                            |
| 26           | 2009年11月5日  | 特別企画・仙台ラーメン特集、 仙台市青葉区大町                         |
| 27           | 2009年11月12日 | 仙台ハイランド                                                        |
| 28           | 2009年11月19日 | 定義山（前編）                                                        |
| 29           | 2009年11月26日 | 定義山（後編） ニッカウヰスキー仙台工場                               |
| 30           | 2009年12月3日  | 塩竈市                                                                |
| 31           | 2009年12月10日 | 宮城学院女子大学                                                      |
| 32           | 2009年12月17日 | 仙台市青葉区宮町                                                      |
| 33           | 2009年12月24日 | 三井アウトレットパーク 仙台港                                         |
| 34           | 2010年1月7日   | 特別企画・総集編（前編）                                              |
| 35           | 2010年1月14日  | 特別企画・総集編（後編）                                              |
| 36           | 2010年1月21日  | TBC東北放送本社                                                       |
| 37           | 2010年1月28日  | 刈田郡蔵王町（前編）                                                  |
| 38           | 2010年2月4日   | 刈田郡蔵王町（中編）                                                  |
| 39           | 2010年2月11日  | 刈田郡蔵王町（後編）                                                  |
| 40           | 2010年2月18日  | 仙台焼肉1時間SP                                                       |
| 41           | 2010年2月25日  | 仙台駅東口                                                            |
| 42           | 2010年3月4日   | 仙台市若林区河原町                                                    |
| 43           | 2010年3月11日  | 一番町四丁目商店街                                                    |
| 44           | 2010年3月18日  | 仙台市太白区西多賀                                                    |
| 45           | 2010年3月25日  | 仙台市宮城野区原町                                                    |
| 46           | 2010年4月1日   | 仙台市青葉区春日町                                                    |
| 47           | 2010年4月8日   | 仙台市青葉区上杉一丁目                                                |
| 48           | 2010年4月15日  | 仙台市青葉区中山商店街                                                |
| 49           | 2010年4月22日  | 沖縄国際映画祭SP                                                      |
| 50           | 2010年4月29日  | 仙台市泉区南中山                                                      |
| 51           | 2010年5月6日   | 亘理郡亘理町                                                          |
| 52           | 2010年5月13日  | 仙台市太白区南仙台                                                    |
| 53           | 2010年5月20日  | 仙台市青葉区花京院周辺                                                |
| 54           | 2010年5月27日  | 黒川郡富谷町                                                          |
| 55           | 2010年6月3日   | 柴田郡川崎町                                                          |
| 56           | 2010年6月10日  | 仙台市青葉区一番町壱弐参横丁                                          |
| 57           | 2010年6月17日  | 仙台市泉区八乙女                                                      |
| 58           | 2010年6月24日  | 特別企画・仙台ラーメン特集第2弾（前編）                               |
| 59           | 2010年7月1日   | 特別企画・仙台ラーメン特集第2弾（後編） 仙台市青葉区二日町            |
| 60           | 2010年7月8日   | 仙台市青葉区中央2丁目                                                 |
| 61           | 2010年7月15日  | 特別企画・世直しトラベラー!! （仙台市若林区深沼海岸、海岸清掃）       |
| 62           | 2010年7月22日  | 仙台市若林区深沼海岸（サーフィン体験） 仙台市若林区連坊・五橋         |
| 63           | 2010年7月29日  | 特別企画・世直しトラベラー!!第2弾 （清掃パトロール）                  |
| 64           | 2010年8月5日   | 瑞鳳殿周辺                                                            |
| 65           | 2010年8月12日  | 仙台市青葉区上杉                                                      |
| 66           | 2010年8月19日  | LIVE STAND2010 SP                                                     |
| 67           | 2010年8月26日  | 楽天応援SP（前編）                                                    |
| 68           | 2010年9月2日   | 楽天応援SP（後編）                                                    |
| 69           | 2010年9月9日   | 仙台駅東口                                                            |
| 70           | 2010年9月16日  | 仙台市宮城野区東仙台・幸町                                            |
| 71           | 2010年9月23日  | 定禅寺通り                                                            |
| 72           | 2010年9月30日  | 仙台市青葉区錦町                                                      |
| 73           | 2010年10月7日  | 石巻市（前編）                                                        |
| 74           | 2010年10月14日 | 石巻市（後編）                                                        |
| 75           | 2010年10月21日 | このトラ米収穫祭（黒川郡富谷町）                                      |
| 76           | 2010年10月28日 | ハピナ名掛丁商店街                                                    |
| 77           | 2010年11月4日  | 仙台市青葉区木町通                                                    |
| 78           | 2010年11月11日 | 名取市                                                                |
| 79           | 2010年11月18日 | 特別企画・このトラは何でもやります! （喫茶店で1日お手伝い!・前編）    |
| 80           | 2010年11月25日 | 特別企画・このトラは何でもやります! （喫茶店で1日お手伝い!・後編）    |
| 81           | 2010年12月2日  | 仙台市青葉区立町                                                      |
| 82           | 2010年12月9日  | 岩沼市（前編）                                                        |
| 83           | 2010年12月16日 | 岩沼市（後編）                                                        |
| 84           | 2010年12月23日 | 仙台市若林区大和町                                                    |
| 85           | 2011年1月6日   | 多賀城市                                                              |
| 86           | 2011年1月13日  | 宮城の萩大通り                                                        |
| 87           | 2011年1月20日  | 仙台市泉区長命ヶ丘                                                    |
| 88           | 2011年1月27日  | 山形蔵王SP（前編）                                                    |
| 89           | 2011年2月3日   | 山形蔵王SP（中編）                                                    |
| 90           | 2011年2月10日  | 山形蔵王SP（後編）                                                    |
| 91           | 2011年2月17日  | 陸上自衛隊仙台駐屯地                                                  |
| 92           | 2011年2月24日  | 仙台朝市                                                              |
| 93           | 2011年3月3日   | 仙台市青葉区国分町三丁目                                              |
| 94           | 2011年3月10日  | 松島                                                                  |
| 95           | 2011年5月12日  | 沖縄国際映画祭SP                                                      |
| 96           | 2011年5月19日  | 炊き出しお手伝い （仙台市宮城野区高砂）                               |
| 97           | 2011年5月26日  | このトラ米田植え祭                                                    |
| 98           | 2011年6月2日   | 出張カフェお手伝い （亘理郡山元町）                                   |
| 99           | 2011年6月9日   | 松島                                                                  |
| 100          | 2011年6月16日  | 炊き出しお手伝い （亘理郡亘理町）                                     |
| 101          | 2011年6月23日  | ペットのお世話 （仙台市青葉区芋沢）                                   |
| 102          | 2011年6月30日  | 塩竈市魚市場&水産物仲卸市場                                           |
| 103          | 2011年7月7日   | 宮城郡七ヶ浜町                                                        |
| 104          | 2011年7月14日  | バスケットボールスクール                                              |
| 105          | 2011年7月21日  | 石巻市                                                                |
| 106          | 2011年7月28日  | 黒川郡大和町                                                          |
| 107          | 2011年8月4日   | 仮設住宅引っ越し手伝い                                                |
| 108          | 2011年8月11日  | 多賀城市                                                              |
| 109          | 2011年8月18日  | 陸上自衛隊仙台駐屯地                                                  |
| 110          | 2011年8月25日  | 特別企画!!このトラ!東北応援スペシャル前編                             |
| 111          | 2011年9月1日   | 特別企画!!このトラ!東北応援スペシャル後編                             |
| 112          | 2011年9月8日   | 仙台東照宮周辺                                                        |
| 113          | 2011年9月15日  | 石巻再会SP                                                            |
| 114          | 2011年9月22日  | 仙台空港                                                              |
| 115          | 2011年9月29日  | 塩竈市                                                                |
| 116          | 2011年10月6日  | 杜の市場                                                              |
| 117          | 2011年10月13日 | 仙台市青葉区中央2丁目                                                 |
| 118          | 2011年10月20日 | 文化横丁                                                              |
| 119          | 2011年10月27日 | 仙台市若林区河原町                                                    |
| 120          | 2011年11月3日  | 仙台市太白区八木山                                                    |
| 121          | 2011年11月10日 | 仙台市青葉区一番町一丁目                                              |
| 122          | 2011年11月17日 | 仙台市泉区松森・市名坂                                                |
| 123          | 2011年11月24日 | 特別企画・このトラ米BBQ                                               |
| 124          | 2011年12月1日  | 仙台市青葉区上杉（かみすぎ）                                          |
| 125          | 2011年12月8日  | キリンビール仙台工場                                                  |
| 126          | 2011年12月15日 | 特別企画・仕事人スペシャル!                                           |
| 127          | 2011年12月22日 | 仙台泉プレミアム・アウトレット                                        |
| 128          | 2011年12月29日 | 仙台市若林区卸町                                                      |
| 129          | 2012年1月12日  | 仙台市太白区富沢、太子堂                                              |
| 130          | 2012年1月19日  | 大崎市古川                                                            |
| 131          | 2012年1月26日  | 仙台市宮城野区小田原                                                  |
| 132          | 2012年2月2日   | 特別企画・一度食っとけ!!このトラ厳選仙台カレーSP!!                    |
| 133          | 2012年2月9日   | 仙台市青葉区一番町3丁目                                               |
| 134          | 2012年2月16日  | 白石市                                                                |
| 135          | 2012年2月23日  | 仙台市青葉区中央1丁目                                                 |
| 136          | 2012年3月1日   | 泉パークタウン                                                        |
| 137          | 2012年3月8日   | 宮城のイチオシ                                                        |
| 138          | 2012年3月15日  | 震災1年特集                                                           |
| 139          | 2012年3月22日  | 閖上さいかい市場                                                      |
| 140          | 2012年3月29日  | 仙台市若林区新寺                                                      |
| 141          | 2012年4月5日   | 仙台市宮城野区高砂                                                    |
| 142          | 2012年4月12日  | 仙台市太白区西多賀、鈎取                                              |
| 143          | 2012年4月19日  | 沖縄国際映画祭SP1                                                     |
| 144          | 2012年4月26日  | 沖縄国際映画祭SP2                                                     |
| 145          | 2012年5月3日   | 沖縄国際映画祭SP3                                                     |
| 146          | 2012年5月10日  | 柴田郡大河原町（前編）                                                |
| 147          | 2012年5月17日  | 柴田郡大河原町（後編）                                                |
| 148          | 2012年5月24日  | 仙台市青葉区柏木                                                      |
| 147          | 2012年5月31日  | 仙台駅東口                                                            |
| 148          | 2012年6月7日   | 仙台市青葉区国分町                                                    |
| 149          | 2012年6月18日  | 仙台市宮城野区高砂                                                    |
| 150          | 2012年6月21日  | 仙台市青葉区中央2丁目                                                 |
| 151          | 2012年6月28日  | ヒゲ職人スペシャル                                                    |
| 152          | 2012年7月5日   | 仙台市青葉区一番町3丁目                                               |
| 153          | 2012年7月12日  | 仙台市青葉区本町                                                      |
| 154          | 2012年7月19日  | 塩竈市                                                                |
| 155          | 2012年7月26日  | なんばグランド花月                                                    |
| 156          | 2012年8月16日  | このトラ夏のうまいもん展1時間SP                                       |
| 157          | 2012年8月23日  | 利府町                                                                |
| 158          | 2012年8月30日  | Kスタ宮城                                                             |
| 159          | 2012年9月6日   | 枚方パーク                                                            |
| 160          | 2012年9月13日  | 愛宕神社周辺                                                          |
| 161          | 2012年9月20日  | 仙台のイチオシスイーツ                                                |
| 162          | 2012年9月27日  | 最終回SP                                                              |

- 2009年8月20日は、『世界陸上』中継の為放送せず。
- 2011年3月17日は、東日本大震災関連番組放送のため休止。3月24日以降も放送休止となり、5月12日に約2か月ぶりに放送再開となった。
- 2012年6月14日は、EURO2012放送のため6月18日（月）25:45〜26:15に変更となった。
- 2012年8月2日、8月9日は、『ロンドンオリンピック』中継のため休止となった。

### スタッフ（東北放送版）
- 構成：小笠原英樹、塩野智章、柳しゅうへい、八代丈寛
- CAM：西條貴之、中溝拓也
- VE：長内崇
- EED：西山一成、与那嶺涼
- MA：民幸之助
- CG：デジデリック、CRAZY TV
- 音響効果：大岐邦彦、竹内陽
- 技術協力：プロダクション未来、IMAGICA、TSP
- 車両：大沼プランニング
- アシスタントディレクター：近野正孝、鳥居加奈、大城麻世
- ディレクター：荷見基成(4-Legs)、山崎博(CELL)
- ヘアメイク：モックプランニング
- 監修：斉藤敏豪
- 演出：田中暁史(CELL)
- 制作プロデューサー：尾崎学（KYORAKU吉本.ホールディングス）、柳生昌也（CELL）、神田信二（よしもとクリエイティブ・エージェンシー）
- プロデューサー：佐藤智宏（東北放送）、生沼教行・堀口和伸（KYORAKU吉本.ホールディングス）
- 制作協力：吉本興業、CELL
- 製作著作：東北放送、KYORAKU吉本.ホールディングス

## テレビ東京版（TXバージョン）

### 出演者（テレビ東京版）
- ケンドーコバヤシ
- 次長課長（河本準一・井上聡）
  - ともにTOKYO MX版から続投
- 河本が病気療養等で欠席した際には、代わりに麒麟・川島明、ガレッジセール（2010年10月25日・11月1日・8日）、東北放送版担当のオリエンタルラジオ（2010年11月15日〈中田のみ〉・22日・29日〈藤森のみ〉）が出演していた。

### ナレーション（テレビ東京版）
- たくませいこ （TOKYO MX版から続投）

### 放送内容（テレビ東京版）
- MX時代は喫茶店に入ると休憩中の喫煙シーンが流れていたが、局が変わってから喫煙は禁止になった。
- 初期はケンコバや河本が進行役を担っていたが、最近は井上が全ての進行や告知を担っている。
- 2010年2月14日放送のTBS系の『さんまのSUPERからくりTV』の中で本番組のロケ中だった次長課長とケンドーコバヤシに遭遇したシーンがあった。ちなみに、この日の『さんまのSUPERからくりTV』のゲストは次長課長だった。
- 綺麗な女性を見つけると、ケンコバがついて行ってしまい、次長課長だけのロケになる時がある。また、玩具ショップに行くとケンコバ、井上のヲタク2人が興奮し切って店から出てこない時があり、河本が1人でロケを進める時がある。
- 道端で会った犬や猫と戯れて動かなかったり、1人で果物などを買い食いしに行って迷子になったりと、メンバーの中でも自由奔放な井上をケンコバ河本の2人が怒鳴るシーンが度々ある。
- 逆に最近ではケンコバ河本とスタッフ総出で井上をいじめる（いじる）シーンが増えつつある。（例：店で購入したものをスタッフのポケットに隠す、少食と分かっていながら大盛りのメニューを食べさせる、井上が食べたいと言ったもの（甘食など）を2人分しか買わず、本人には食べさせない（スタッフには分ける）など）
- 番組内で井上の大食いキャラ＆男好きキャラ（一般人に「男と付き合え」と言われた回がある）が定着しつつある。ちなみに本人は全力で否定している。
- 他の地域メンバー曰く、本編、ツアー共に「自由の度を超えている」らしい。特に井上とケンコバのやりとりに振り回されるメンバーは少なくないとのこと。
- スタッフとの掛け合いが多いのが特徴。（特に井上）通称「井上軍団」と呼ばれるAD達が存在し、大盛り担当でありながら全く料理を食べない井上を手伝う。しかし手伝いに入っても大抵の場合完食できずに終わることが多い。
- JOYSOUNDの新機種であるCROSSOの紹介をする際に営業マンとしてGO!皆川、楽しんご、ムーディ勝山、レイザーラモンRGが出演した。

| 放送内容一覧 | 放送内容一覧   | 放送内容一覧                              |
| 回数         | 放送日         | 内容                                      |
| ------------ | -------------- | ----------------------------------------- |
| 1            | 2009年10月6日  | 自由が丘                                  |
| 2            | 2009年10月13日 | 自由が丘                                  |
| 3            | 2009年10月20日 | 中目黒                                    |
| 4            | 2009年10月27日 | 中目黒                                    |
| 5            | 2009年11月3日  | 南砂町                                    |
| 6            | 2009年11月10日 | 南砂町                                    |
| 7            | 2009年11月17日 | 門前仲町                                  |
| 8            | 2009年11月24日 | 幡ヶ谷                                    |
| 9            | 2009年12月1日  | 幡ヶ谷                                    |
| 10           | 2009年12月8日  | 中野                                      |
| 11           | 2009年12月15日 | 中野ブロードウェイ                        |
| 12           | 2009年12月22日 | 総集編                                    |
| 13           | 2009年12月29日 | 総集編                                    |
| 14           | 2010年1月5日   | 神山町                                    |
| 15           | 2010年1月12日  | 宇田川町                                  |
| 16           | 2010年1月19日  | 代々木上原                                |
| 17           | 2010年1月26日  | 代官山                                    |
| 18           | 2010年2月2日   | 浅草                                      |
| 19           | 2010年2月9日   | 浅草                                      |
| 20           | 2010年2月16日  | 上野                                      |
| 21           | 2010年2月23日  | 原宿                                      |
| 22           | 2010年3月2日   | 六本木                                    |
| 23           | 2010年3月9日   | 品川                                      |
| 24           | 2010年3月16日  | 表参道                                    |
| 25           | 2010年3月23日  | 北品川                                    |
| 26           | 2010年3月30日  | 新橋                                      |
| 27           | 2010年4月5日   | 赤羽                                      |
| 28           | 2010年4月12日  | 阿佐ヶ谷                                  |
| 29           | 2010年4月19日  | 沖縄国際映画祭SP                          |
| 30           | 2010年4月26日  | 十条                                      |
| 31           | 2010年5月3日   | 横浜                                      |
| 32           | 2010年5月10日  | 伊勢佐木町                                |
| 33           | 2010年5月17日  | 大久保                                    |
| 34           | 2010年5月24日  | 横須賀                                    |
| 35           | 2010年5月31日  | 東長崎                                    |
| 36           | 2010年6月7日   | 江古田                                    |
| 37           | 2010年6月14日  | 池袋                                      |
| 38           | 2010年6月21日  | 曳舟                                      |
| 39           | 2010年6月28日  | 秋葉原                                    |
| 40           | 2010年7月5日   | 亀戸                                      |
| 41           | 2010年7月12日  | 下高井戸                                  |
| 42           | 2010年7月19日  | 吉祥寺                                    |
| 43           | 2010年7月26日  | 西荻窪                                    |
| 44           | 2010年8月2日   | 蒲田                                      |
| 45           | 2010年8月9日   | 大井町                                    |
| 46           | 2010年8月16日  | LIVE STAND SP                             |
| 47           | 2010年8月23日  | 高尾山                                    |
| 48           | 2010年8月30日  | 八王子                                    |
| 49           | 2010年9月6日   | 大森                                      |
| 50           | 2010年9月13日  | 川崎                                      |
| 51           | 2010年9月20日  | 夜の五反田                                |
| 52           | 2010年9月27日  | 学芸大学                                  |
| 53           | 2010年10月4日  | 桜新町                                    |
| 54           | 2010年10月11日 | 池尻                                      |
| 55           | 2010年10月18日 | 夜の恵比寿                                |
| 56           | 2010年10月25日 | 新御徒町                                  |
| 57           | 2010年11月1日  | 合羽橋                                    |
| 58           | 2010年11月8日  | 錦糸町                                    |
| 59           | 2010年11月15日 | 両国                                      |
| 60           | 2010年11月22日 | 日比谷・有楽町                            |
| 61           | 2010年11月29日 | 銀座                                      |
| 62           | 2010年12月6日  | 四谷                                      |
| 63           | 2010年12月13日 | 明大前                                    |
| 64           | 2010年12月20日 | 四谷三丁目                                |
| 65           | 2010年12月27日 | 2010年未公開映像一挙放出SP!               |
| 66           | 2011年1月3日   | 東京                                      |
| 67           | 2011年1月10日  | 新宿通り                                  |
| 68           | 2011年1月17日  | 築地                                      |
| 69           | 2011年1月24日  | 東京駅地下街                              |
| 70           | 2011年1月31日  | 小田原                                    |
| 71           | 2011年2月7日   | 箱根湯本                                  |
| 72           | 2011年2月14日  | 箱根鉄道                                  |
| 73           | 2011年2月21日  | 箱根大涌谷                                |
| 74           | 2011年2月28日  | ミッドタウン周辺                          |
| 75           | 2011年3月7日   | ミッドタウン周辺                          |
| 76           | 2011年3月14日  | 月島                                      |
| 77           | 2011年3月21日  | 三軒茶屋                                  |
| 78           | 2011年3月28日  | 夜の三軒茶屋三角地帯                      |
| 77           | 2011年4月4日   | 世田谷線沿線                              |
| 78           | 2011年4月11日  | 世田谷&三軒茶屋番外編                     |
| 79           | 2011年4月18日  | 沖縄国際映画祭SP                          |
| 80           | 2011年4月25日  | 巣鴨                                      |
| 81           | 2011年5月2日   | 秋葉原                                    |
| 82           | 2011年5月9日   | 夜の秋葉原                                |
| 83           | 2011年5月16日  | 御茶ノ水                                  |
| 84           | 2011年5月23日  | 北千住                                    |
| 85           | 2011年5月30日  | 北千住の商店街食いだおれSP!               |
| 86           | 2011年6月6日   | 新小岩                                    |
| 87           | 2011年6月13日  | 成増                                      |
| 88           | 2011年6月20日  | 高島平                                    |
| 89           | 2011年6月27日  | 板橋                                      |
| 90           | 2011年7月4日   | 下北沢南口                                |
| 91           | 2011年7月11日  | 下北沢北口                                |
| 92           | 2011年7月18日  | 京王線沿線物件SP                          |
| 93           | 2011年7月25日  | 二子玉川駅周辺                            |
| 94           | 2011年8月1日   | 溝の口                                    |
| 95           | 2011年8月8日   | 二子玉川駅周辺                            |
| 96           | 2011年8月15日  | 湘南                                      |
| 97           | 2011年8月22日  | 江の島                                    |
| 98           | 2011年8月29日  | WCT&二子玉川未公開SP                      |
| 99           | 2011年9月5日   | 特別企画!!このトラ!東北応援スペシャル前編 |
| 100          | 2011年9月12日  | 特別企画!!このトラ!東北応援スペシャル後編 |
| 101          | 2011年9月19日  | 鎌倉                                      |
| 102          | 2011年9月26日  | 総集編                                    |
| 103          | 2011年10月3日  | 大久保通り周辺                            |
| 104          | 2011年10月10日 | 新大久保                                  |
| 105          | 2011年10月17日 | 早稲田                                    |
| 106          | 2011年10月24日 | 笹塚                                      |
| 107          | 2011年10月31日 | 笹塚2                                     |
| 108          | 2011年11月7日  | 代々木                                    |
| 109          | 2011年11月14日 | 白金台                                    |
| 110          | 2011年11月21日 | 秋葉原                                    |
| 111          | 2011年11月28日 | DVD発売記念SP                             |
| 112          | 2011年12月5日  | イベント裏側潜入SP                        |
| 113          | 2011年12月12日 | 仕事人SP                                  |
| 114          | 2011年12月19日 | 新宿最新家電SP                            |
| 115          | 2011年12月26日 | 田端                                      |
| 116          | 2012年1月9日   | 都電荒川線沿線                            |
| 117          | 2012年1月16日  | 荒川周辺                                  |
| 118          | 2012年1月23日  | 西日暮里                                  |
| 119          | 2012年1月30日  | 荻窪                                      |
| 120          | 2012年2月6日   | 中央線沿線                                |
| 121          | 2012年2月13日  | 中野                                      |
| 122          | 2012年2月20日  | 不動前1                                   |
| 123          | 2012年2月27日  | 物件SP＋不動前2                           |
| 124          | 2012年3月5日   | 不動前3                                   |
| 125          | 2012年3月12日  | 渋谷                                      |
| 126          | 2012年3月19日  | 武蔵小山1                                 |
| 126          | 2012年3月26日  | 武蔵小山2                                 |
| 127          | 2012年4月2日   | 日光1                                     |
| 128          | 2012年4月9日   | 日光2                                     |
| 129          | 2012年4月16日  | 日光3                                     |
| 130          | 2012年4月23日  | 沖縄国際映画祭SP1                         |
| 131          | 2012年4月30日  | 沖縄国際映画祭SP2                         |
| 132          | 2012年5月7日   | 沖縄国際映画祭SP3                         |
| 133          | 2012年5月14日  | 鬼怒川                                    |
| 134          | 2012年5月21日  | 台湾1                                     |
| 135          | 2012年5月28日  | 台湾2                                     |
| 136          | 2012年6月4日   | 台湾3                                     |
| 137          | 2012年6月11日  | 台湾4                                     |
| 138          | 2012年6月18日  | 立川・昼                                  |
| 139          | 2012年6月25日  | 立川・夜                                  |
| 140          | 2012年7月2日   | 高円寺                                    |
| 141          | 2012年7月9日   | 旗の台                                    |
| 142          | 2012年7月16日  | 蒲田（昼）                                |
| 143          | 2012年7月23日  | 蒲田（夜）                                |
| 144          | 2012年7月30日  | 奥浅草                                    |
| 145          | 2012年8月6日   | 吉原                                      |
| 146          | 2012年8月13日  | 上野                                      |
| 147          | 2012年8月20日  | 大阪SP（前編）                            |
| 148          | 2012年8月27日  | 大阪SP（中編）                            |
| 149          | 2012年9月3日   | 大阪SP（後編）                            |
| 150          | 2012年9月10日  | 秋葉原（前編）                            |
| 151          | 2012年9月17日  | 秋葉原（中編）                            |
| 152          | 2012年9月24日  | 秋葉原（後編）                            |

### スタッフ（テレビ東京版）
- 構成：塩野智章、柳しゅうへい、八代丈寛
- CAM：杉山紀行
- VE：楠部達也
- EED：斉藤諭
- MA：大澤竜哉
- CG：デジデリック、CRAZY TV
- 音響効果：平澤亜希（佳夢音）
- メイク：なかのともこ
- 技術協力：池田屋、映像通信
- アシスタントディレクター：朽網理、坂本裕一、中野麻美
- ディレクター：小川剛、西田賢、武田聡志
- 監修：斉藤敏豪
- 演出：山本カンスケ
- 制作プロデューサー：木村泰大・内藤俊文（KYORAKU吉本.ホールディングス）、高畑正和→佐々木春陽（よしもとクリエイティブ・エージェンシー）、立石憲一郎（ジャパンプロデュース）
- プロデューサー：鈴木拓也（テレビ東京）、堀口和伸・仲良平（KYORAKU吉本.ホールディングス）
- 制作協力：吉本興業、ジャパンPRODUCE
- 製作：テレビ東京、KYORAKU吉本.ホールディングス

## TOKYO MX版

### 出演者（TOKYO MX版）
- ケンドーコバヤシ
- 次長課長

### ナレーション（TOKYO MX版）
- たくませいこ

### 放送内容（TOKYO MX版）
- 街中で綺麗な女性を見つけると「3人の中で誰がいいか」を聞くのが恒例になってきている。
- 3人の中で一番少食な井上がメニューの大盛りを担当している。

| 放送内容一覧 | 放送内容一覧  | 放送内容一覧 |
| 回数         | 放送日        | 内容         |
| ------------ | ------------- | ------------ |
| 1            | 2009年4月27日 | 三軒茶屋     |
| 2            | 2009年5月4日  | 赤坂         |
| 3            | 2009年5月11日 | 下北沢       |
| 4            | 2009年5月18日 | 麻布十番     |
| 5            | 2009年5月25日 | 駒込         |
| 6            | 2009年6月1日  | 神楽坂       |
| 7            | 2009年6月8日  | 高円寺       |
| 8            | 2009年6月15日 | 高円寺       |
| 9            | 2009年6月22日 | 高田馬場     |
| 10           | 2009年6月29日 | 根津         |
| 11           | 2009年7月6日  | 神保町       |
| 12           | 2009年7月13日 | 神保町       |
| 13           | 2009年7月20日 | 秋葉原       |
| 14           | 2009年7月27日 | 秋葉原       |
| 15           | 2009年8月3日  | 谷中         |
| 16           | 2009年8月10日 | 谷中         |
| 17           | 2009年8月17日 | 吉祥寺       |
| 18           | 2009年8月24日 | 吉祥寺       |
| 19           | 2009年8月31日 | 三鷹         |
| 20           | 2009年9月7日  | 新宿三丁目   |
| 21           | 2009年9月14日 | 経堂駅北口   |
| 22           | 2009年9月21日 | 経堂駅南口   |
| 23           | 2009年9月28日 | 総集編       |

### スタッフ（TOKYO MX版）
- 構成：塩野智章、柳しゅうへい、八代丈寛
- CAM：杉山紀行
- VE：善方光一
- EED：斉藤諭、木原浩司
- MA：瀬尾愛
- CG：デジデリック、CRAZY TV
- 音響効果：平澤亜希（佳夢音）、竹内陽
- 技術協力：池田屋、映像通信
- アシスタントディレクター：小松和津高、朽綱理
- ディレクター：小川剛、西田賢、落合圭太
- 監修：斉藤敏豪
- 演出：山本カンスケ
- 制作プロデューサー：木村泰大（KYORAKU吉本.ホールディングス）、田島雄一（よしもとクリエイティブ・エージェンシー）、立石憲一郎（ジャパンプロデュース）
- プロデューサー：室伏泰伸（TOKYO MX）、堀口和伸・生沼教行（KYORAKU吉本.ホールディングス）
- 制作協力：吉本興業、ジャパンPRODUCE
- 制作著作：TOKYO MX、KYORAKU吉本.ホールディングス

## 中京テレビ版（CTVバージョン）

### 出演者（中京テレビ版）
- ブラックマヨネーズ（小杉竜一・吉田敬）
- はんにゃ（金田哲・川島章良）

### ナレーション（中京テレビ版）
- たくませいこ

### 放送内容（中京テレビ版）
- 他地区からは約3か月遅れての放送となったが、元々KYORAKUが（本社が名古屋にある関係上から）自社提供の番組枠を中京テレビで保有しており、当番組も同枠で放送していた『SAKAE TA☆RO』の後番組として開始された。
- アナログ放送は当初はレターボックス形式で放送されていたが、一時期サイドカット放送に変わっていた。2010年4月現在は再度レターボックス形式で放送されている。
- 第1回・第2回のスポットは、KYORAKUが管理・運営しているサンシャイン栄であった。
- 第23回の元八事ではKYORAKU本社へ、第27回の道徳では直営店のサンシャインKYORAKU南店へ潜入した。
- 毎年12月30日は2時間スペシャルをサンシャイン栄から公開生放送で行っている。2009年は他地域で同番組を担当しているオリエンタルラジオ、トータルテンボス、NON STYLE、エド・はるみとSKE48がゲスト出演した。
- 第52回の名古屋の世直し（放置自転車）編では名古屋市役所を訪問し、河村たかし名古屋市長も出演した。

| 放送内容一覧 | 放送内容一覧   | 放送内容一覧                                  | 放送内容一覧                                                                                      |
| 回数         | 放送日         | 内容                                          | ゲスト                                                                                            |
| ------------ | -------------- | --------------------------------------------- | ------------------------------------------------------------------------------------------------- |
| 1            | 2009年7月7日   | サンシャイン栄                                |                                                                                                   |
| 2            | 2009年7月14日  | サンシャイン栄                                |                                                                                                   |
| 3            | 2009年7月21日  | 栄                                            | SKE48チームS                                                                                      |
| 4            | 2009年7月28日  | 大須                                          |                                                                                                   |
| 5            | 2009年8月4日   | 大須                                          | 大矢真那・山下もえ                                                                                |
| 6            | 2009年8月11日  | 伏見                                          |                                                                                                   |
| 7            | 2009年8月18日  | 今池                                          | 佐藤実絵子・松本梨奈                                                                              |
| 8            | 2009年8月25日  | 今池                                          |                                                                                                   |
| 9            | 2009年9月1日   | 八事                                          |                                                                                                   |
| 10           | 2009年9月8日   | 名駅                                          |                                                                                                   |
| 11           | 2009年9月15日  | 本山                                          |                                                                                                   |
| 12           | 2009年9月22日  | 覚王山                                        |                                                                                                   |
| 13           | 2009年9月29日  | 港区役所周辺                                  | 高柳明音・向田茉夏                                                                                |
| 14           | 2009年10月6日  | 明道町                                        |                                                                                                   |
| 15           | 2009年10月13日 | 円頓寺                                        | 小野晴香・森紗雪                                                                                  |
| 16           | 2009年10月20日 | 築地口                                        |                                                                                                   |
| 17           | 2009年10月27日 | 名古屋港                                      |                                                                                                   |
| 18           | 2009年11月3日  | 中村公園                                      |                                                                                                   |
| 19           | 2009年11月10日 | 黒川                                          |                                                                                                   |
| 20           | 2009年11月17日 | 大曽根                                        |                                                                                                   |
| 21           | 2009年11月24日 | 大曽根                                        | 松井玲奈・向田茉夏                                                                                |
| 22           | 2009年12月1日  | 金山                                          |                                                                                                   |
| 23           | 2009年12月8日  | 元八事                                        |                                                                                                   |
| 23           | 2009年12月22日 | 新瑞橋                                        |                                                                                                   |
| 24           | 2009年12月29日 | 新瑞橋                                        | 斉藤真木子・古川愛李                                                                              |
| 特別編       | 2009年12月30日 | 生放送2時間SP                                 | 大矢真那・小野晴香・高田志織・出口陽・中西優香 平田璃香子・松下唯・加藤智子・佐藤実絵子・古川愛李 |
| 25           | 2010年1月5日   | 田原                                          | 松下唯・平田璃香子                                                                                |
| 26           | 2010年1月12日  | 田原                                          |                                                                                                   |
| 27           | 2010年1月19日  | 道徳                                          |                                                                                                   |
| 28           | 2010年1月26日  | 星ヶ丘                                        |                                                                                                   |
| 29           | 2010年2月2日   | 星ヶ丘                                        | 赤枝里々奈・石田安奈                                                                              |
| 30           | 2010年2月9日   | 豊橋                                          |                                                                                                   |
| 31           | 2010年2月16日  | 藤が丘                                        | 出口陽・中西優香                                                                                  |
| 32           | 2010年2月23日  | 藤が丘                                        |                                                                                                   |
| 33           | 2010年3月2日   | 東桜                                          | 井口栞里・内山命                                                                                  |
| 34           | 2010年3月9日   | 東桜                                          |                                                                                                   |
| 35           | 2010年3月16日  | 泉                                            |                                                                                                   |
| 36           | 2010年3月23日  | 甚目寺                                        | 木下有希子・小木曽汐莉                                                                            |
| 37           | 2010年3月30日  | 熱田                                          |                                                                                                   |
| 38           | 2010年4月6日   | 堀田                                          |                                                                                                   |
| 39           | 2010年4月13日  | 尾頭橋                                        |                                                                                                   |
| 40           | 2010年4月20日  | 特別編・沖縄国際映画祭SP                      |                                                                                                   |
| 41           | 2010年4月27日  | 鶴舞                                          | 木﨑ゆりあ・今出舞                                                                                |
| 42           | 2010年5月4日   | 鶴舞                                          |                                                                                                   |
| 43           | 2010年5月11日  | 新栄                                          |                                                                                                   |
| 44           | 2010年5月18日  | 白川                                          | 加藤智子・古川愛李                                                                                |
| 45           | 2010年5月25日  | 栄5丁目                                       |                                                                                                   |
| 46           | 2010年6月1日   | 長久手                                        |                                                                                                   |
| 47           | 2010年6月8日   | 一社                                          |                                                                                                   |
| 48           | 2010年6月15日  | ナゴヤドーム始球式&観戦SP                     |                                                                                                   |
| 49           | 2010年6月22日  | 池下                                          | 小野晴香・若林倫香                                                                                |
| 50           | 2010年6月29日  | 駅西・椿町                                    |                                                                                                   |
| 51           | 2010年7月6日   | 桜山                                          | 木﨑ゆりあ・向田茉夏                                                                              |
| 52           | 2010年7月13日  | 特別企画：名古屋の世直し（放置自転車）        |                                                                                                   |
| 53           | 2010年7月20日  | 駅西銀座 特別企画：名古屋の世直し（ごみ拾い） | 中西優香・古川愛李 大矢真那・井口栞里・佐藤実絵子                                                 |
| 54           | 2010年7月27日  | 特別企画：名古屋の世直し（献血）              |                                                                                                   |
| 55           | 2010年8月3日   | 御器所                                        |                                                                                                   |
| 56           | 2010年8月10日  | 川名                                          | 佐藤聖羅・若林倫香                                                                                |
| 57           | 2010年8月17日  | 特別編・LIVE STANDSP                          |                                                                                                   |
| 58           | 2010年8月24日  | いりなか                                      |                                                                                                   |
| 59           | 2010年8月31日  | 笠寺                                          | 矢方美紀・上野圭澄                                                                                |
| 60           | 2010年9月7日   | 中部国際空港セントレア                        |                                                                                                   |
| 61           | 2010年9月14日  | 常滑                                          | 大矢真那・井口栞里                                                                                |
| 62           | 2010年9月21日  | 常滑                                          |                                                                                                   |
| 63           | 2010年9月28日  | 栄                                            |                                                                                                   |
| 64           | 2010年10月5日  | 植田                                          |                                                                                                   |
| 65           | 2010年10月12日 | 塩釜口                                        | 小木曽汐莉・鬼頭桃菜                                                                              |
| 66           | 2010年10月19日 | 大森・金城学院前                              |                                                                                                   |
| 67           | 2010年10月26日 | 丸の内                                        | 矢神久美・間野春香                                                                                |
| 68           | 2010年11月2日  | 犬山                                          | 中西優香・平松可奈子                                                                              |
| 69           | 2010年11月9日  | 犬山                                          |                                                                                                   |
| 70           | 2010年11月16日 | 桑名                                          | 木﨑ゆりあ・木下有希子                                                                            |
| 71           | 2010年11月23日 | 小牧                                          |                                                                                                   |
| 72           | 2010年11月30日 | 四日市                                        |                                                                                                   |
| 73           | 2010年12月7日  | 四日市                                        |                                                                                                   |
| 74           | 2010年12月21日 | 飛騨小坂                                      |                                                                                                   |
| 75           | 2010年12月28日 | 飛騨小坂                                      | 桑原みずき・加藤智子                                                                              |
| 特別編       | 2010年12月30日 | 生放送2時間SP                                 |                                                                                                   |
| 76           | 2011年1月4日   | 飛騨小坂                                      | 桑原みずき・加藤智子                                                                              |
| 77           | 2011年1月11日  | 大高                                          |                                                                                                   |
| 78           | 2011年1月18日  | 有松                                          | 佐藤実絵子・小木曽汐莉                                                                            |
| 79           | 2011年1月25日  | 桶狭間                                        |                                                                                                   |
| 80           | 2011年2月1日   | 一宮                                          | 佐藤聖羅・向田茉夏                                                                                |
| 81           | 2011年2月8日   | 一宮                                          |                                                                                                   |
| 82           | 2011年2月15日  | 江南                                          |                                                                                                   |
| 83           | 2011年2月22日  | 徳重                                          |                                                                                                   |
| 84           | 2011年3月1日   | 徳重                                          | 山下ゆかり・磯原杏華                                                                              |
| 85           | 2011年3月8日   | 豊明                                          |                                                                                                   |
| 86           | 2011年3月15日  | 尾張旭                                        |                                                                                                   |
| 87           | 2011年3月22日  | 春日井                                        |                                                                                                   |
| 88           | 2011年3月29日  | 春日井                                        | 原望奈美・都築里佳                                                                                |
| 89           | 2011年4月5日   | 錦三丁目                                      | 高田志織・小野晴香                                                                                |
| 90           | 2011年4月12日  | 錦三丁目                                      |                                                                                                   |
| 91           | 2011年4月19日  | 名古屋競馬場周辺                              |                                                                                                   |
| 92           | 2011年4月26日  | 沖縄国際映画祭SP                              |                                                                                                   |
| 93           | 2011年5月3日   | 上飯田                                        | 松本梨奈・向田茉夏                                                                                |
| 94           | 2011年5月10日  | 自由が丘                                      |                                                                                                   |
| 95           | 2011年5月17日  | 車道                                          |                                                                                                   |
| 96           | 2011年5月24日  | 大須                                          |                                                                                                   |
| 97           | 2011年5月31日  | 大須                                          |                                                                                                   |
| 98           | 2011年6月7日   | 特別企画：SKE48SP                             | SKE48チームS                                                                                      |
| 99           | 2011年6月14日  | 若宮大通り                                    | 小野晴香・佐藤実絵子                                                                              |
| 100          | 2011年6月21日  | 若宮大通り                                    |                                                                                                   |
| 101          | 2011年6月28日  | 金城ふ頭                                      |                                                                                                   |
| 102          | 2011年7月5日   | 名古屋城                                      |                                                                                                   |
| 103          | 2011年7月12日  | 四間道                                        |                                                                                                   |
| 104          | 2011年7月19日  | 堀川                                          | 小野晴香・桑原みずき・近藤里奈・吉田朱里                                                          |
| 105          | 2011年7月26日  | 豊田                                          | 赤枝里々奈・石田安奈・佐藤実絵子・秦佐和子 古川愛李・松本梨奈・山田澪花・若林倫香                 |
| 106          | 2011年8月2日   | 豊田                                          |                                                                                                   |
| 107          | 2011年8月9日   | 日進                                          |                                                                                                   |
| 108          | 2011年8月16日  | 名駅                                          |                                                                                                   |
| 109          | 2011年8月23日  | 白壁                                          |                                                                                                   |
| 110          | 2011年8月30日  | 白壁                                          | 内山命・今出舞                                                                                    |
| 111          | 2011年9月6日   | 特別企画!!このトラ!東北応援スペシャル         |                                                                                                   |
| 112          | 2011年9月13日  | 特別企画!!このトラ!東北応援スペシャル         |                                                                                                   |
| 113          | 2011年9月20日  | 岡崎                                          |                                                                                                   |
| 114          | 2011年10月4日  | 蒲郡                                          | 木﨑ゆりあ・古川愛李                                                                              |
| 115          | 2011年10月11日 | 蒲郡                                          |                                                                                                   |
| 116          | 2011年10月18日 | 本陣                                          | 渡辺美優紀・近藤里奈                                                                              |
| 117          | 2011年10月25日 | 大門                                          | 金子栞・中村優花                                                                                  |
| 118          | 2011年11月1日  | 中村公園                                      |                                                                                                   |
| 119          | 2011年11月8日  | 金山                                          | 木﨑ゆりあ・須田亜香里                                                                            |
| 120          | 2011年11月15日 | 金山                                          |                                                                                                   |
| 121          | 2011年11月22日 | 東別院                                        |                                                                                                   |
| 122          | 2011年11月29日 | DVD発売直前SP                                 |                                                                                                   |
| 123          | 2011年12月6日  | 高辻                                          |                                                                                                   |
| 124          | 2011年12月13日 | 雁道                                          | 赤枝里々奈・古川愛李                                                                              |
| 125          | 2011年12月20日 | 天白                                          |                                                                                                   |
| 126          | 2011年12月27日 | DVD発売記念SP                                 | 加藤るみ・木下有希子・桑原みずき                                                                  |
| 特別編       | 2011年12月30日 | 生放送2時間SP                                 |                                                                                                   |
| 127          | 2012年1月3日   | 犬山                                          |                                                                                                   |
| 128          | 2012年1月10日  | 犬山                                          | 磯原杏華・小林亜実                                                                                |
| 129          | 2012年1月17日  | 犬山                                          |                                                                                                   |
| 130          | 2012年1月24日  | 東別院                                        |                                                                                                   |
| 131          | 2012年1月31日  | 岡崎                                          | 赤枝里々奈・石田安奈                                                                              |
| 132          | 2012年2月7日   | 安城                                          | 門脇佳奈子・小谷里歩                                                                              |
| 133          | 2012年2月14日  | 安城                                          |                                                                                                   |
| 134          | 2012年2月21日  | 吹上                                          |                                                                                                   |
| 135          | 2012年2月28日  | 黒川                                          | 小野晴香・加藤るみ                                                                                |
| 136          | 2012年3月6日   | 四谷                                          |                                                                                                   |
| 137          | 2012年3月13日  | 四谷                                          | 後藤理沙子・若林倫香                                                                              |
| 138          | 2012年3月20日  | 恵那峡                                        |                                                                                                   |
| 139          | 2012年3月27日  | 恵那                                          |                                                                                                   |
| 140          | 2012年4月3日   | 檀渓通                                        | 阿比留李帆・後藤理沙子                                                                            |
| 141          | 2012年4月10日  | 檀渓通                                        |                                                                                                   |
| 142          | 2012年4月17日  | 瑞穂運動場                                    |                                                                                                   |
| 143          | 2012年4月24日  | 沖縄国際映画祭                                |                                                                                                   |
| 144          | 2012年5月1日   | 沖縄国際映画祭                                |                                                                                                   |
| 145          | 2012年5月8日   | 沖縄国際映画祭                                |                                                                                                   |
| 146          | 2012年5月15日  | 東山動植物園                                  | 小林絵未梨・藤本美月                                                                              |
| 147          | 2012年5月22日  | 東山動植物園                                  | 小林絵未梨・藤本美月                                                                              |
| 148          | 2012年5月29日  | 星が丘                                        |                                                                                                   |
| 149          | 2012年6月5日   | 内海                                          |                                                                                                   |
| 150          | 2012年6月12日  | 南知多ビーチランド                            |                                                                                                   |
| 151          | 2012年6月19日  | 美浜                                          |                                                                                                   |
| 152          | 2012年6月26日  | 小牧                                          | 中西優香・竹内舞                                                                                  |
| 153          | 2012年7月3日   | 小牧基地                                      |                                                                                                   |
| 154          | 2012年7月10日  | 小牧基地                                      |                                                                                                   |
| 155          | 2012年7月17日  | 長久手                                        |                                                                                                   |
| 156          | 2012年7月24日  | 長久手                                        |                                                                                                   |
| 157          | 2012年8月7日   | 藤が丘                                        |                                                                                                   |
| 158          | 2012年8月14日  | 大阪SP                                        |                                                                                                   |
| 159          | 2012年8月21日  | なんばグランド花月SP                          |                                                                                                   |
| 160          | 2012年8月28日  | 大阪1時間SP                                   | 谷川愛梨・矢倉楓子                                                                                |
| 161          | 2012年9月4日   | 大須                                          | 出口陽・平松可奈子                                                                                |
| 162          | 2012年9月11日  | 大須                                          |                                                                                                   |
| 163          | 2012年9月17日  | 栄                                            |                                                                                                   |
| 164          | 2012年9月24日  | 栄                                            |                                                                                                   |

※2009年12月15日、2010年12月14日は『FIFAクラブワールドカップ』の中継のため放送せず。

### スタッフ（中京テレビ版）
- 構成：塩野智章、柳しゅうへい、八代丈寛、鈴木功治
- CAM：西脇靖記
- VE：本松健一
- EED：倉茂弘孝
- MA：吉沼秀夫
- CG：digidelic、CRAZY TV
- 音響効果：井澤利幸、竹内陽、藤原有紗
- 技術協力：トラッド、プロセンスタジオ
- 衣装協力：DEVILOCK
- アシスタントディレクター：鈴木周平
- ディレクター：日馬太郎 、兼氏雅規
- 監修：斉藤敏豪
- 制作プロデューサー：木村泰大・田島雄一（KYORAKU吉本.ホールディングス）、尾崎健太郎・内藤俊文（ヴィステックエンタテインメント）
- プロデューサー：黒宮英作（中京テレビ）、堀口和伸・生沼教行・永谷俊介（KYORAKU吉本.ホールディングス）
- 制作協力：吉本興業、VISTEC ENTERTAINMENT
- 制作著作：中京テレビ、KYORAKU吉本.ホールディングス

## 朝日放送版（ABCテレビバージョン）

### 出演者（朝日放送版）
- チュートリアル（徳井義実・福田充徳）
- NON STYLE（井上裕介・石田明）

福田は病気療養のため第87回 - 第91回を欠席。第87回・第88回はテレビ東京版に出演している次長課長がゲスト出演。福田復帰初回の第92回（沖縄国際映画祭SP）は別仕事の関係で石田が欠席したため、約2か月間も4人揃わない回が続いた。

### ナレーション（朝日放送版）
- さゆり（かつみ♥さゆり）
- 桜 稲垣早希（2012年4月から最終回までこの!!トラ君の声として担当。）

### 放送内容（朝日放送版）
- 第1回と第2回は字幕放送はなかったが、第3回の放送から字幕放送が実施されている。2010年4月17日に開始された再放送では、第1回・第2回共に字幕放送が実施された。
- 何かを買うときは福田がおごるのが恒例となっていたが、第33回の放送分のオープニングで、そのくだりを正式にやめるということが発表され、以後の放送では一度も行われていない。
- オープニングではトークの後、全員で円陣を組んで「このへ〜ん、トラベラー!」と叫び、画面からフレームアウトすることが恒例となっている（他の3人が普通に歩き出すのを徳井が「なんでやね〜ん!」などと呼び止めて始めるというパターンが多い）。
- 何かを食べる時には、全員で「いただきトラベラー!」と合唱してから食べ始めることが恒例となっている。第8回での徳井の発言がきっかけ。
- 女性に4人の中で誰がタイプか聞くことを「このトラチョイス」という。
- メイン撮影を担当する女性スタッフはメンバーから「美人カメラマン」と呼ばれ、度々いじられる。
- 2009年8月29日放送の特別編では、チュートリアルの故郷である京都を訪れ、2人の小学校の同級生と20年ぶりの再会を果たすなど、学生時代の思い出のスポットを巡る企画がメインであった。2010年7月31日の16:00 - 16:55には再放送も行われた。
- 第15回の放送で、石田の母が「このトラで紹介されたお店を探しに行っている」と発言した。
- 第17回の放送から、骨董品店で購入した犬の置物（トラと命名）がメンバーに加わった。鼻先に手をかざすと鳴く機能があり、徳井が紐で肩に掛けて持ち運んでいる。「トラマシンガン」や腹話術といったオリジナルのギャグも誕生。第28回の放送で後ろ足が折れたが、第30回の放送で治った。
- 第22回では、「京都特別編」と題して初のゲストに木村祐一を迎え、京都のグルメスポットを散策した。
- 第27回では、冒頭にケイコ先生こと浪曲師の春野恵子が出演。また、自身がキャラクターを務める居酒屋の土間土間宴会部長として品川庄司の庄司智春が出演した。
- 第45回以降、度々石田が「爆笑記者 石田」と名乗って1人で路地や店に入り、写真を撮ってくるパターンが生まれた（その間、残りの3人は待っている）。
- 第46回では、「沖縄国際映画祭SP」と題して沖縄での収録が行われ、全出演者をシャッフル。朝日放送版の出演者からは、NON STYLEと博多華丸大吉、チュートリアルと雨上がり決死隊・蛍原徹の組み合わせで沖縄国際映画祭の模様を伝えた。
- 第47回は、2分放送時間が延長された32分番組として放送された。
- 2010年4月17日より、土曜日の16:55 - 17:25の放送枠で、第1回からの再放送が行われている。本放送後に閉店・店名変更などがあった場所については、その旨テロップが追記されている。次回予告が流れていた最後の部分は、「今夜のこのトラ」と題した当日深夜に放送される本編の予告映像に差し替えて放送されている。2010年4月17日の本放送のエンディングで、正式にメンバーから再放送の開始が告知された。なお、2012年10月6日の放送で本放送が最終回を迎えることに伴い、再放送も同日の16:55からの放送で終了予定である。
- 2010年6月26日放送分より、アナログ放送では本放送・再放送共にレターボックス放送となっている。
- 第57回では、立花が地元である矢野・兵動の矢野勝也が出演し、おすすめの店に案内した。
- 第61回では、「LIVE STAND 2010 SP」と題して会場の幕張メッセで、全出演者をシャッフル。朝日放送版の出演者からは、チュートリアルとトータルテンボスの組み合わせで飲食ブースの紹介を行った。
- 第62回では、途中から新選組リアンの森公平と山口純が合流し、子供達とのダンス対決に参加した。
- 第83回での放送予定だった有馬編は、2011年3月11日に発生した東日本大震災発生による緊急報道特別番組の放送のため、当日の16:55からの再放送と共に放送休止となったが、翌週の3月19日に順延して放送された。
- 第96回では、ダンススタジオに立ち寄った後、途中からNMB48の山本彩と渡辺美優紀が合流し、共にヨガを習った。
- 第112回では、難波界隈の散策の流れでMC2組と縁あるかつてのbaseよしもとであるNMB48劇場を訪ねた。レッスン中のNMB48・2期生が出演した。
- 第130回から、リサイクルショップで購入した2匹の鳥の玩具（大きい方をベラ、少し小さい方をベラJr.と命名）がメンバーに加わった。普段は石田の背負うリュックから顔だけ出しており、ベラは腹を押すと鳴き声を上げる（テロップでは「GYUUUUUUUU」と表現）。
- 第155回では、ベラとベラJr.が著作権の関係上DVDに収録できないことが判明した。「モザイク処理を」という意見に石田が「モザイクを背負いたくない」と顔色を変える一面もあったが、結局2匹は取材先へ物々交換で貰われるという形により処理された。
- 2012年10月6日の最終回は1時間スペシャルで放送され、3年半の放送で訪れた様々な店舗の一般人を再び訪れる企画を行った。またこの時、歴代最高視聴率ベスト3が発表され、第1位は、2009年12月26日放送の心斎橋編で、9.4%(ビデオリサーチ関西調べ)であった。

| 放送内容一覧 | 放送内容一覧   | 放送内容一覧                               |
| 回数         | 放送日         | 内容                                       |
| ------------ | -------------- | ------------------------------------------ |
| 1            | 2009年5月9日   | 住之江                                     |
| 2            | 2009年5月16日  | 平野                                       |
| 3            | 2009年5月23日  | 堀江                                       |
| 4            | 2009年5月30日  | 寺田町                                     |
| 5            | 2009年6月13日  | 九条・西九条（前編）                       |
| 6            | 2009年6月20日  | 九条・西九条（後編）九条で見つけた美人特集 |
| 7            | 2009年6月27日  | 十三                                       |
| 8            | 2009年7月4日   | 新大阪（前編）                             |
| 9            | 2009年7月11日  | 新大阪（後編）                             |
| 10           | 2009年7月25日  | 日本橋                                     |
| 11           | 2009年8月8日   | 京橋 （前編）                              |
| 12           | 2009年8月15日  | 京橋（後編）                               |
| 13           | 2009年8月22日  | 福島（前編）                               |
| 特別編       | 2009年8月29日  | 京都                                       |
| 14           | 2009年8月29日  | 京都（未公開）・総集編                     |
| 15           | 2009年9月5日   | 福島（後編）                               |
| 16           | 2009年9月12日  | 天王寺（前編）                             |
| 17           | 2009年9月19日  | 天王寺（後編）                             |
| 18           | 2009年9月26日  | 門真                                       |
| 19           | 2009年10月3日  | 鶴橋                                       |
| 20           | 2009年10月10日 | 中津（前編）                               |
| 21           | 2009年10月17日 | 中津（後編）                               |
| 22           | 2009年10月24日 | 京都特別編                                 |
| 23           | 2009年10月31日 | 西宮                                       |
| 24           | 2009年11月7日  | 尼崎（前編）                               |
| 25           | 2009年11月14日 | 尼崎（後編）                               |
| 26           | 2009年11月21日 | 八尾                                       |
| 27           | 2009年11月28日 | 天満                                       |
| 28           | 2009年12月5日  | 布施                                       |
| 29           | 2009年12月12日 | アメリカ村                                 |
| 30           | 2009年12月19日 | 松屋町                                     |
| 31           | 2009年12月26日 | 心斎橋                                     |
| 32           | 2010年1月9日   | 未公開集                                   |
| 33           | 2010年1月16日  | 神戸                                       |
| 34           | 2010年1月23日  | 神戸・北野周辺                             |
| 35           | 2010年1月30日  | 神戸・新開地                               |
| 36           | 2010年2月6日   | 四ツ橋                                     |
| 37           | 2010年2月13日  | 昭和町                                     |
| 38           | 2010年2月20日  | 西田辺                                     |
| 39           | 2010年2月27日  | 都島                                       |
| 40           | 2010年3月6日   | 中崎町（前編）                             |
| 41           | 2010年3月13日  | 中崎町（後編）                             |
| 42           | 2010年3月20日  | 枚方                                       |
| 43           | 2010年3月27日  | 枚方・光善寺                               |
| 44           | 2010年4月3日   | 正雀                                       |
| 45           | 2010年4月10日  | 京都・伏見                                 |
| 46           | 2010年4月17日  | 沖縄国際映画祭SP                           |
| 47           | 2010年4月24日  | 上新庄                                     |
| 48           | 2010年5月1日   | 茨木                                       |
| 49           | 2010年5月8日   | 堺                                         |
| 50           | 2010年5月15日  | 天下茶屋（前編）                           |
| 51           | 2010年5月22日  | 天下茶屋（後編）                           |
| 52           | 2010年5月29日  | 大阪リバークルージング                     |
| 53           | 2010年6月5日   | 上本町                                     |
| 54           | 2010年6月12日  | 夜の上本町                                 |
| 55           | 2010年6月26日  | 出屋敷                                     |
| 56           | 2010年7月3日   | 尼崎・立花                                 |
| 57           | 2010年7月10日  | 夜の杭瀬                                   |
| 58           | 2010年7月24日  | 船場                                       |
| 59           | 2010年8月7日   | 肥後橋                                     |
| 60           | 2010年8月14日  | 北新地                                     |
| 61           | 2010年8月21日  | LIVE STAND2010 SP                          |
| 62           | 2010年8月28日  | 弁天町                                     |
| 63           | 2010年9月4日   | 此花（前編）                               |
| 64           | 2010年9月11日  | 此花（後編）                               |
| 65           | 2010年9月18日  | 神戸1時間SP                                |
| 66           | 2010年9月25日  | 王子公園                                   |
| 67           | 2010年10月2日  | 千林                                       |
| 68           | 2010年10月9日  | 森小路                                     |
| 69           | 2010年10月16日 | 文の里                                     |
| 70           | 2010年10月23日 | 文の里第二弾                               |
| 71           | 2010年10月30日 | 美章園                                     |
| 72           | 2010年11月6日  | 今里                                       |
| 73           | 2010年11月13日 | 鴫野                                       |
| 74           | 2010年11月27日 | 瓢箪山                                     |
| 75           | 2010年12月4日  | 大和郡山                                   |
| 76           | 2010年12月11日 | 放出                                       |
| 77           | 2010年12月18日 | 藤井寺                                     |
| 78           | 2010年12月25日 | 西天満                                     |
| 79           | 2011年1月8日   | 新年スペシャル                             |
| 80           | 2011年1月15日  | 住吉                                       |
| 81           | 2011年1月22日  | 玉造                                       |
| 82           | 2011年2月5日   | 桃谷                                       |
| 83           | 2011年2月12日  | 谷町                                       |
| 84           | 2011年2月19日  | 堺                                         |
| 85           | 2011年2月26日  | 岸和田                                     |
| 86           | 2011年3月5日   | 岸和田第二弾                               |
| 87           | 2011年3月19日  | 有馬                                       |
| 88           | 2011年3月26日  | 宝塚                                       |
| 89           | 2011年4月2日   | 池田                                       |
| 90           | 2011年4月9日   | 池田第二弾                                 |
| 91           | 2011年4月16日  | 大正                                       |
| 92           | 2011年4月23日  | 沖縄国際映画祭SP                           |
| 93           | 2011年4月30日  | 東三国                                     |
| 94           | 2011年5月7日   | 東三国第二弾                               |
| 95           | 2011年5月14日  | 鶴見緑地                                   |
| 96           | 2011年5月21日  | 今福鶴見                                   |
| 97           | 2011年5月28日  | 緑橋                                       |
| 98           | 2011年6月4日   | 芦屋                                       |
| 99           | 2011年6月11日  | 岡本                                       |
| 100          | 2011年6月18日  | 園田                                       |
| 101          | 2011年6月25日  | 祇園                                       |
| 102          | 2011年7月2日   | 銀閣寺                                     |
| 103          | 2011年7月9日   | 太秦                                       |
| 104          | 2011年7月23日  | 新世界                                     |
| 105          | 2011年8月6日   | 四天王寺                                   |
| 106          | 2011年8月13日  | 四天王寺第二弾                             |
| 107          | 2011年8月20日  | 淡路島                                     |
| 108          | 2011年8月27日  | 淡路島第二弾                               |
| 109          | 2011年9月3日   | 特別企画!!このトラ!東北応援スペシャル前編  |
| 110          | 2011年9月10日  | 特別企画!!このトラ!東北応援スペシャル後編  |
| 111          | 2011年9月17日  | 西明石                                     |
| 112          | 2011年9月24日  | 難波                                       |
| 113          | 2011年10月1日  | 難波第二弾                                 |
| 114          | 2011年10月8日  | 野田                                       |
| 115          | 2011年10月15日 | 六甲山                                     |
| 116          | 2011年10月22日 | 六甲山第二弾                               |
| 117          | 2011年10月29日 | 六甲道                                     |
| 118          | 2011年11月5日  | 若江岩田                                   |
| 119          | 2011年11月12日 | 花園                                       |
| 120          | 2011年11月19日 | 小坂                                       |
| 121          | 2011年11月26日 | 大淀（DVD発売記念スペシャル）              |
| 122          | 2011年12月3日  | 塚本                                       |
| 123          | 2011年12月10日 | 高槻                                       |
| 124          | 2011年12月17日 | 茶屋町                                     |
| 125          | 2011年12月24日 | 太融寺・兎我野町（クリスマススペシャル）   |
| 126          | 2012年1月7日   | 新年SP                                     |
| 127          | 2012年1月14日  | 京都市中京区第一弾                         |
| 128          | 2012年1月21日  | 京都市中京区第二弾                         |
| 129          | 2012年1月28日  | 京都市花園                                 |
| 130          | 2012年2月4日   | 粉浜                                       |
| 131          | 2012年2月11日  | 平野流町                                   |
| 132          | 2012年2月18日  | 平野西                                     |
| 133          | 2012年2月25日  | 帝塚山                                     |
| 134          | 2012年3月3日   | 我孫子                                     |
| 135          | 2012年3月10日  | 我孫子第二弾                               |
| 136          | 2012年3月17日  | 上本町                                     |
| 137          | 2012年3月24日  | 十三                                       |
| 138          | 2012年3月31日  | 十三第二弾                                 |
| 139          | 2012年4月7日   | 泉大津（前編）                             |
| 140          | 2012年4月14日  | 泉大津（後編）                             |
| 141          | 2012年4月21日  | 沖縄スペシャル                             |
| 142          | 2012年4月28日  | 沖縄スペシャル第二弾                       |
| 143          | 2012年5月5日   | 沖縄ゴルフスペシャル                       |
| 144          | 2012年5月12日  | 関西国際空港（前編）                       |
| 145          | 2012年5月19日  | 関西国際空港（後編）                       |
| 146          | 2012年5月26日  | なんばグランド花月                         |
| 147          | 2012年6月2日   | 堀江                                       |
| 148          | 2012年6月9日   | 南船場                                     |
| 149          | 2012年6月16日  | 庄内                                       |
| 150          | 2012年6月23日  | 石橋（前編）                               |
| 151          | 2012年6月30日  | 石橋（後編）                               |
| 152          | 2012年7月7日   | 大阪駅前ビル（前編）                       |
| 153          | 2012年7月14日  | 大阪駅前ビル（後編）                       |
| 154          | 2012年7月28日  | 北浜                                       |
| 155          | 2012年8月4日   | 板宿                                       |
| 156          | 2012年8月11日  | 須磨（前編）                               |
| 157          | 2012年8月18日  | 須磨（後編）                               |
| 158          | 2012年8月25日  | 全員集合SP                                 |
| 159          | 2012年9月1日   | 日本橋                                     |
| 160          | 2012年9月8日   | 京セラドーム大阪                           |
| 161          | 2012年9月22日  | 守口                                       |
| 162          | 2012年9月29日  | 駒川                                       |
| 163          | 2012年10月6日  | 最終回1時間SP                              |

### スタッフ（朝日放送版）
- 構成：塩野智章、柳しゅうへい、八代丈寛／萩原芳樹、米井敬人、青木陽幸、萩原誓紀
- CAM：吉岡和美
- VE：溝端淳司
- EED：谷口尚志
- MA：小鑓雄也
- CG：デジデリック、CRAZY TV
- 音響効果：佐々木一樹／竹内陽
- 技術協力：光学堂、東通AVセンター→東通インフィニティー
- スタイリスト：大西千晴、圓進
- メイク：なかぢまゆうこ
- 広報：羽谷直子
- アシスタントディレクター：吉中健
- ディレクター：部谷大輔、中野明、日並拓也
- 監修：斉藤敏豪
- 演出：小紫弘三
- 制作プロデューサー：木村泰大・土屋達彦（よしもとクリエイティブ・エージェンシー）、金子剛（バックアップメディア）
- プロデューサー：板井昭浩→大幸雅弘→鳥海久慎（ABC）、堀口和伸・生沼教行（KYORAKU吉本.ホールディングス）
- 協力：A'sh
- 制作協力：吉本興業、BACK-UP
- 制作：ABC、KYORAKU吉本.ホールディングス

## 福岡放送版（FBSバージョン）

### 出演者（福岡放送版）
- 博多華丸・大吉（博多華丸・博多大吉）
- エド・はるみ
- HKT48 - 2012年2月13日より準レギュラー出演、メンバー各2名

### ナレーション（福岡放送版）
- ♥さゆり（かつみ♥さゆり）

### 放送内容（福岡放送版）
- 福岡を知らないエド・はるみを博多 華丸・大吉が教えるのだが、エドがボケるケースが多い。
- 無言で左腕の下からピースサインをするというポーズをまれにする（第１回放送「西新」で「あま太郎」の店主がやっていたギャグが元）
- 地元柄、華丸大吉の同級生や知人がたまに登場する
- 飲酒量が他地区より多い。3本撮りの1本目の1軒目から飲むことも珍しくない。中でも大吉は2011年終盤あたりから懐に常時ウイスキーを忍ばせ、勝手に手酌で飲むシーンもあったりする。
- 大吉は箸上げ（料理を箸やフォークで取り上げ、アップで撮影する事）に非常にこだわる。HKT48メンバーがゲストで来る際も「箸上げができるアイドルになってほしい」「これができたら仕事が増える」と徹底指導している。
- HKT48メンバーが出演する際は、彼女たちの自己紹介の直後にエド・はるみが「HKT48（はるみも・ことしで・とうとう・48歳）」や「HKT48（はるみの・キープ・体重・48kg）」などと続ける（2012年現在）。
- 第31回、32回は庄司智春がゲスト出演した。
- 第44回の1時間スペシャルのゲストにバッドボーイズが出演。

| 放送内容一覧 | 放送内容一覧   | 放送内容一覧                              |
| 回数         | 放送日         | 内容                                      |
| ------------ | -------------- | ----------------------------------------- |
| 1            | 2009年5月4日   | 西新                                      |
| 2            | 2009年5月11日  | 大名                                      |
| 3            | 2009年5月18日  | 美野島                                    |
| 4            | 2009年5月25日  | 春吉                                      |
| 5            | 2009年6月1日   | 六本松                                    |
| 6            | 2009年6月8日   | 川端通商店街１                            |
| 7            | 2009年6月15日  | 川端通商店街2                             |
| 8            | 2009年6月22日  | 赤坂                                      |
| 9            | 2009年6月29日  | 大橋１                                    |
| 10           | 2009年7月6日   | 大橋2                                     |
| 11           | 2009年7月13日  | 薬院                                      |
| 12           | 2009年7月20日  | Yahoo!ドーム＆ホークスタウン              |
| 13           | 2009年7月27日  | Yahoo!ドーム                              |
| 14           | 2009年8月03日  | 海の中道１                                |
| 15           | 2009年8月10日  | 海の中道2                                 |
| 16           | 2009年8月17日  | 海の中道3・志賀島1                        |
| 17           | 2009年8月24日  | 志賀島2                                   |
| 18           | 2009年8月31日  | 今泉1                                     |
| 19           | 2009年9月7日   | 今泉2                                     |
| 20           | 2009年9月14日  | 中洲                                      |
| 21           | 2009年9月21日  | 箱崎１                                    |
| 22           | 2009年9月28日  | 箱崎2                                     |
| 23           | 2009年10月5日  | 柳川（柳川市）1                           |
| 24           | 2009年10月12日 | 柳川（柳川市）2                           |
| 25           | 2009年10月19日 | 柳川（柳川市）3                           |
| 26           | 2009年10月26日 | 香椎1                                     |
| 27           | 2009年11月2日  | 香椎2                                     |
| 28           | 2009年11月9日  | 三瀬（佐賀市）1                           |
| 29           | 2009年11月16日 | 三瀬（佐賀市）2                           |
| 30           | 2009年11月23日 | 三瀬（佐賀市）3                           |
| 31           | 2009年11月30日 | 住吉1                                     |
| 32           | 2009年12月7日  | 住吉2                                     |
| 33           | 2009年12月14日 | 冷泉町                                    |
| 34           | 2009年12月21日 | キャナルシティ博多                        |
| 35           | 2009年12月28日 | 店屋町                                    |
| 36           | 2010年1月4日   | 総集編                                    |
| 37           | 2010年1月11日  | 平尾1                                     |
| 38           | 2010年1月18日  | 平尾2                                     |
| 39           | 2010年1月25日  | 高宮                                      |
| 40           | 2010年2月1日   | 二日市（筑紫野市）                        |
| 41           | 2010年2月15日  | 太宰府（太宰府市）1                       |
| 42           | 2010年2月22日  | 太宰府（太宰府市）2                       |
| 43           | 2010年3月1日   | 雑餉隈駅周辺                              |
| 44           | 2010年3月8日   | 天神1時間スペシャル                       |
| 45           | 2010年3月15日  | 春日原                                    |
| 46           | 2010年3月22日  | 陸上自衛隊福岡駐屯地                      |
| 47           | 2010年4月5日   | 井尻駅周辺1                               |
| 48           | 2010年4月12日  | 井尻駅周辺2                               |
| 49           | 2010年4月19日  | 藤崎商店街                                |
| 50           | 2010年4月26日  | 沖縄国際映画祭SP                          |
| 51           | 2010年5月3日   | ベイサイドプレイス博多                    |
| 52           | 2010年5月10日  | 長浜・港1                                 |
| 53           | 2010年5月17日  | 長浜・港2                                 |
| 54           | 2010年5月24日  | 前原1                                     |
| 55           | 2010年5月31日  | 前原2                                     |
| 56           | 2010年6月7日   | 唐人町                                    |
| 57           | 2010年6月14日  | 鳥飼1                                     |
| 58           | 2010年6月21日  | 鳥飼2                                     |
| 59           | 2010年6月28日  | 長住1                                     |
| 60           | 2010年7月5日   | 長住2                                     |
| 61           | 2010年7月12日  | 桜坂1                                     |
| 62           | 2010年7月19日  | 桜坂2                                     |
| 63           | 2010年7月26日  | シーサイドももち1                         |
| 64           | 2010年8月2日   | シーサイドももち2                         |
| 65           | 2010年8月9日   | 油山1                                     |
| 66           | 2010年8月16日  | 油山2                                     |
| 67           | 2010年8月23日  | LIVE STAND2010SP                          |
| 68           | 2010年8月30日  | 浄水通り1                                 |
| 69           | 2010年9月6日   | 浄水通り2                                 |
| 70           | 2010年9月13日  | 上人橋                                    |
| 71           | 2010年9月20日  | 高砂                                      |
| 72           | 2010年9月27日  | 清川1                                     |
| 73           | 2010年10月4日  | 清川2                                     |
| 74           | 2010年10月11日 | 大手門1                                   |
| 75           | 2010年10月18日 | 大手門2                                   |
| 76           | 2010年10月25日 | 別府橋                                    |
| 77           | 2010年11月1日  | 七隈1                                     |
| 78           | 2010年11月8日  | 七隈2                                     |
| 79           | 2010年11月15日 | 警固                                      |
| 80           | 2010年11月22日 | 渡辺通り                                  |
| 81           | 2010年11月29日 | 大楠                                      |
| 82           | 2010年12月6日  | 天神西通り1                               |
| 83           | 2010年12月13日 | 天神西通り2                               |
| 84           | 2010年12月20日 | 博多駅南                                  |
| 85           | 2010年12月27日 | 姪浜                                      |
| 86           | 2011年1月3日   | うまかもんアワード2010                    |
| 87           | 2011年1月10日  | 馬出                                      |
| 88           | 2011年1月17日  | 間寛平師匠が福岡上陸!感動の名場面SP       |
| 89           | 2011年1月24日  | 神屋町                                    |
| 90           | 2011年1月31日  | 奈良屋町                                  |
| 91           | 2011年2月14日  | 須崎町                                    |
| 92           | 2011年2月21日  | 別府                                      |
| 93           | 2011年2月28日  | 鉄輪温泉街1                               |
| 94           | 2011年3月7日   | 鉄輪温泉街2                               |
| 95           | 2011年3月21日  | 別府駅前                                  |
| 96           | 2011年3月28日  | 土居通り                                  |
| 97           | 2011年4月4日   | 土居通り2                                 |
| 98           | 2011年4月11日  | 堅粕1                                     |
| 99           | 2011年4月18日  | 堅粕2                                     |
| 100          | 2011年4月25日  | 沖縄国際映画祭SP                          |
| 101          | 2011年5月2日   | 薬院                                      |
| 102          | 2011年5月9日   | 白金1                                     |
| 103          | 2011年5月16日  | 白金2                                     |
| 104          | 2011年5月23日  | 天神1                                     |
| 105          | 2011年5月30日  | 天神2                                     |
| 106          | 2011年6月6日   | 草香江                                    |
| 107          | 2011年6月13日  | 警固1                                     |
| 108          | 2011年6月20日  | 警固2                                     |
| 109          | 2011年6月27日  | 警固3                                     |
| 110          | 2011年7月4日   | 笹丘                                      |
| 111          | 2011年7月11日  | 高宮通り1                                 |
| 112          | 2011年7月18日  | 高宮通り2                                 |
| 113          | 2011年7月25日  | 親富孝通り                                |
| 114          | 2011年8月1日   | 野間1                                     |
| 115          | 2011年8月8日   | 野間2                                     |
| 116          | 2011年8月15日  | 中西商店街                                |
| 117          | 2011年8月22日  | 赤坂三丁目                                |
| 118          | 2011年8月29日  | 特別企画!!このトラ!東北応援スペシャル前編 |
| 119          | 2011年9月5日   | 特別企画!!このトラ!東北応援スペシャル後編 |
| 120          | 2011年9月12日  | 舞鶴1                                     |
| 121          | 2011年9月19日  | 舞鶴2                                     |
| 122          | 2011年9月26日  | 2011年上半期うまかもんアワード            |
| 123          | 2011年10月3日  | 吉塚                                      |
| 124          | 2011年10月10日 | 荒戸1                                     |
| 125          | 2011年10月17日 | 荒戸2                                     |
| 126          | 2011年10月24日 | 太宰府メモリアルパーク                    |
| 127          | 2011年10月31日 | 太宰府市大佐野                            |
| 128          | 2011年11月7日  | 太宰府                                    |
| 129          | 2011年11月14日 | 博多駅周辺                                |
| 130          | 2011年11月21日 | 竹下                                      |
| 131          | 2011年11月28日 | DVD発売記念SP                             |
| 132          | 2011年12月5日  | 渡辺通2丁目1                              |
| 133          | 2011年12月12日 | 渡辺通2丁目2                              |
| 134          | 2011年12月19日 | 仕事人SP                                  |
| 135          | 2011年12月26日 | DVD発売SP                                 |
| 136          | 2012年1月9日   | 春吉                                      |
| 137          | 2012年1月16日  | 大宮1                                     |
| 138          | 2012年1月23日  | 大宮2                                     |
| 139          | 2012年1月30日  | 大宮3                                     |
| 140          | 2012年2月13日  | 平尾一丁目1                               |
| 141          | 2012年2月20日  | 平尾一丁目2                               |
| 142          | 2012年2月27日  | 薬院                                      |
| 143          | 2012年3月5日   | 博多駅周辺                                |
| 144          | 2012年3月12日  | 香椎1                                     |
| 145          | 2012年3月19日  | 香椎2                                     |
| 146          | 2012年3月26日  | 香椎3                                     |
| 147          | 2012年4月2日   | 大橋1                                     |
| 148          | 2012年4月9日   | 大橋2                                     |
| 149          | 2012年4月16日  | 呉服町1                                   |
| 150          | 2012年5月14日  | 呉服町2                                   |
| 151          | 2012年5月21日  | 呉服町3                                   |
| 152          | 2012年5月28日  | 西新1                                     |
| 153          | 2012年6月4日   | 西新2                                     |
| 154          | 2012年6月11日  | 西新3                                     |
| 155          | 2012年6月18日  | 西新4                                     |
| 156          | 2012年6月25日  | 大手門1                                   |
| 157          | 2012年7月2日   | 大手門2                                   |
| 158          | 2012年7月9日   | 赤坂1丁目                                 |
| 159          | 2012年7月16日  | 大名1                                     |
| 160          | 2012年7月23日  | 大名2                                     |
| 161          | 2012年7月30日  | 今泉                                      |
| 162          | 2012年8月13日  | 大阪SP                                    |
| 163          | 2012年8月20日  | 全員集合SP                                |
| 164          | 2012年8月27日  | 博多駅前1                                 |
| 165          | 2012年9月3日   | 大阪1時間SP                               |
| 166          | 2012年9月10日  | 博多駅前2                                 |
| 167          | 2012年9月17日  | 博多駅前3                                 |
| 168          | 2012年9月24日  | 最終回SP                                  |

- 2010年2月8日は日本テレビ系で第44回スーパーボウルの中継録画放送のため休止

### スタッフ（福岡放送版）
- 構成：塩野智章、柳しゅうへい、八代丈寛
- CAM：木下新治
- AUD：岡本拓也
- EED：笠井拓郎
- MA：山岡正明
- CG：デジデリック、CRAZY TV
- 音響効果：佐々木一樹、竹内陽
- 技術協力：西日本映像、東通AVセンター→東通インフィニティー
- 制作進行：寺松耕治（西日本映像）
- アシスタントディレクター：山本良太（インパクト）
- ディレクター：三橋秀登（インパクト） 、部谷大輔
- 監修：斉藤敏豪
- 演出：加藤伸一（バックアップメディア）
- 制作プロデューサー：尾崎学（KYORAKU吉本.ホールディングス）、神田信二（よしもとクリエイティブ・エージェンシー）、礒田裕子（バックアップメディア）
- プロデューサー：川上敏哉→ 田平純一朗（FBS）、堀口和伸・生沼教行（KYORAKU吉本.ホールディングス）
- 制作協力：吉本興業、BACK-UP MEDIA
- 制作著作：FBS福岡放送、KYORAKU吉本.ホールディングス

## 放送局
| 放送地域   | 放送局             | 放送期間                      | 放送日時           | 放送系列       | 備考 |
| ---------- | ------------------ | ----------------------------- | ------------------ | -------------- | --- |
| 東京都     | TOKYO MX           | 2009年4月27日 - 9月28日       | 月曜 22:30 - 23:00 | 独立UHF局      | 放送終了 |
| 福岡県     | 福岡放送 (FBS)     | 2009年5月4日 - 2012年9月24日  | 月曜 25:29 - 25:59 | 日本テレビ系列 | |
| 宮城県     | 東北放送 (TBC)     | 2009年5月7日 - 2012年9月27日  | 木曜 24:40 - 25:10 | TBS系列        | 2010年3月までは木曜24:59 - 25:29 2011年3月までは木曜24:55 - 25:25 2011年9月までは木曜24:40 - 25:10 2012年3月までは木曜24:25 - 24:55 |
| 近畿広域圏 | 朝日放送 (ABC)     | 2009年5月9日 - 2012年10月6日  | 土曜 24:30 - 25:00 | テレビ朝日系列 | |
| 北海道     | 北海道テレビ (HTB) | 2009年5月12日 - 2012年9月24日 | 月曜 24:15 - 24:45 | テレビ朝日系列 | 2009年10月までは火曜 25:45 - 26:15 2012年3月までは水曜 24:45 - 25:15 2010年10月より土曜 16:55 - 17:25に再放送                       |
| 中京広域圏 | 中京テレビ (CTV)   | 2009年7月7日 - 2012年9月25日  | 火曜 24:59 - 25:29 | 日本テレビ系列 | 2012年3月までは火曜 24:29 - 24:59                                                                                                   |
| 関東広域圏 | テレビ東京         | 2009年10月6日 - 2012年9月24日 | 月曜 25:00 - 25:30 | テレビ東京系列 | TOKYO MXから継承 2010年3月までは火曜 25:30 - 26:00                                                                                  |

| テレビ東京系 火曜25時台後半                 | テレビ東京系 火曜25時台後半                                                | テレビ東京系 火曜25時台後半 |
| 前番組                                      | 番組名                                                                     | 次番組                      |
| ------------------------------------------- | -------------------------------------------------------------------------- | --------------------------- |
| おぎやはぎのそこそこスターゴルフ （再放送） | このへん!!トラベラー （2009年10月6日 - 2010年3月30日）                     | GO!FES TV                   |
| テレビ東京 月曜25:00枠                      |                                                                            |                             |
| イツザイS （2009年10月5日 - 2010年3月29日） | このへん!!トラベラー （2010年4月5日 - 2012年9月24日） ※火曜25:30枠から移動 | 恋セヨソウルMAP             |

## ザ!!トラベラーズ
2009年9月30日にR and Cから「このへん!!トラベラー」の出演メンバーのユニットザ!!トラベラーズとしてシングル『HOME TOWN』を発売。
シングルは、『北海道編』『宮城編』『東京編』『名古屋編』『大阪編』『福岡編』の6種類になっており、全メンバーによる歌と、それぞれの地域メンバーの1曲が入っている。
『福岡編』のみエド、華丸・大吉が旬の芸人でもないため、売り上げに大きく差が開いているそうである（2009年11月7日放送の『FUJIWARAのありがたいと思えッ!』で華丸・大吉が発言）。
2010年3月28日、第2回沖縄国際映画祭で宮迫博之（雨上がり決死隊）、天津木村、世界のナベアツ、ハイキングウォーキング、椿鬼奴をゲストボーカルに迎えたセカンドシングル「世直しjourney」の2010年7月14日発売と放送6地域のZeppツアーが発表された。Zeppツアーには基本的に地元ナビゲーターが同伴し、ほとんどのメンバーが参加した。

### 作品
- CDシングル
  - ザ!!トラベラーズ - 番組主題歌
    - HOME TOWN（北海道・宮城・東京・名古屋・大阪編・福岡編） - （2009年9月30日、作詞：大宮エリー・塩野智章／作曲：吉川奏／編曲：坂本秀一）

  - ザ!! トラベラーズ plus - びっくりぱちんこ 爽快 水戸黄門2 パチンコタイアップ
    - 世直し journey - （2010年7月14日、作詞：大宮エリー／作曲：畑大介／編曲：坂本秀一）
- 配信限定シングル　※iTunes Store、レコチョクほか
  - ザ!!トラベラーズ - 東北放送版（宮城版）挿入歌・東北応援ソング
    - 笑顔が見たいから - （2011年8月6日、作詞：このへん!!トラベラー宮城班／作曲：大村朋宏）※iTunes Storeでは、同年11月30日に配信開始

宮城班メンバー4人による歌唱。売り上げの一部は日本赤十字社を通じ、被災地への義援金として寄付される。ジャケットには『このトラ東北応援SP』収録の際、参加したメンバーほぼ全員で撮影した集合写真を使用している。

### テレビ出演
- ミュージックステーション秋の3時間スペシャル（2009年9月25日）- オリエンタルラジオ、はんにゃ、NON STYLEのみ出演。
- MUSIC JAPAN（2009年9月27日） - タカアンドトシ（トシはトークのみ参加）、オリエンタルラジオ、次長課長、ブラックマヨネーズ、NON STYLEのみ出演。
- 第60回NHK紅白歌合戦（2009年12月31日） - 応援ゲストとして全員出演。

## 備考
- ファミリーマートが吉本興業と共同で行った《笑顔のごはんプロジェクト》では、東北・関東・中部・関西・九州の各地区を、本番組の出演タレントがそれぞれ担当している。